# Cuộc xâm lược Ba Lan (1939)
Cuộc xâm lược Ba Lan 1939 – được người Ba Lan gọi là Chiến dịch tháng Chín (Kampania wrześniowa), Chiến tranh vệ quốc năm 1939 (Wojna obronna 1939 roku); người Đức gọi là Chiến dịch Ba Lan (Polenfeldzug) hoặc bí danh Kế hoạch Trắng (Fall Weiss) – là chiến dịch quân sự mở đầu Chiến tranh thế giới thứ hai, diễn ra vào ngày 1 tháng 9 năm 1939 khi Đức Quốc xã bất ngờ tấn công Ba Lan, một tuần sau khi ký kết hiệp ước Molotov–Ribbentrop với Liên Xô và một ngày sau khi cơ quan lập pháp tối cao của Liên Xô công nhận hiệp ước này. Ngày 17 tháng 9 năm 1939, đến lượt Hồng quân Liên Xô xâm nhập Đông Ba Lan. Ngoài ra còn có một lực lượng nhỏ quân Slovakia, đồng minh của Đức tham chiến. Chiến thắng quyết định trong cuộc tấn công này đã thể hiện sức chiến đấu hiệu quả của lực lượng Wehrmacht của nền Đệ tam Đế chế Đức.
Sự kiện Đức tấn công Ba Lan được coi là điểm khởi đầu cuộc Chiến tranh thế giới thứ hai, lôi kéo các nước đồng minh của Ba Lan như  Pháp và Anh, Úc và New Zealand tuyên chiến với Đức vào ngày 3 tháng 9 năm 1939, sau đó là Nam Phi, Canada và nhiều nước khác. Tuy vậy, Anh và Pháp dù đã tuyên chiến với Đức, vẫn không chi viện đáng kể gì và để mặc Ba Lan chống đỡ quân Đức (Xem Cuộc chiến tranh kỳ quặc).
Sau sự kiện Gleiwitz ngày 31 tháng 8 năm 1939, ngày 1 tháng 9, quân Đức tiến đánh Ba Lan từ các hướng bắc, nam và tây. Sau khi thắng trận Bzura, quân Đức giành được ưu thế quyết định trên chiến trường. Quân Ba Lan bắt đầu rút lui về hướng đông nam, theo một kết hoạch từ trước nhằm bảo vệ tuyến phòng thủ dọc theo khu vực đầu cầu Romania, nơi quân Ba Lan hy vọng nhận được cứu viện từ lực lượng Đồng Minh để phản công. Ngày 17 tháng 9 năm 1939, Hồng quân tràn lên tấn công Ba Lan từ phía đông. Quân Liên Xô tiến công để thực thi thỏa thuận trong Hiệp ước Xô-Đức, theo đó Liên Xô được quyền giành lại những lãnh thổ mà Ba Lan đã chiếm của họ trong Chiến tranh Nga-Ba Lan (1919-1921). Phải đối mặt với một mặt trận thứ hai, chính phủ Ba Lan quyết định việc phòng thủ khu vực đầu cầu Romania không còn khả thi nữa, và quyết định di tản toàn bộ binh lính sang nước România trung lập. Tới 1 tháng 10, quân Đức đã hoàn thành chiếm đóng Ba Lan, mặc dù Chính phủ Ba Lan không tuyên bố đầu hàng. Một phần lực lượng bộ binh và không quân Ba Lan được di tản sang România và Hungary, rất nhiều người trong số này sau đó gia nhập Đạo quân Ba Lan phía Tây, nằm trong lực lượng đồng minh Pháp, lãnh thổ ủy trị Syria, và Vương quốc Anh.
Ngày 27 tháng 9 năm 1939, thủ đô Warszawa của Ba Lan chính thức bị quân Đức chiếm. Ngày 6 tháng 10 năm 1939, cuộc tấn công Ba Lan chấm dứt, lãnh thổ Ba Lan đã bị chiếm giữ bởi Đức Quốc xã, trong khi các vùng phía Đông sáp nhập vào Liên Xô. Đức cai trị Ba Lan thông qua một viên Toàn quyền người Đức, người Ba Lan gốc Do Thái bị truy quét, tiêu diệt dữ dội cho tới khi Đức mất Ba Lan bởi sự phản công của Liên Xô năm 1944. Trong suốt thời gian bị chiếm đóng, Ba Lan mất hơn 20% dân số, cuộc chiến tranh này cũng đánh dấu sự kết thúc của nền Cộng hòa Ba Lan lần thứ hai. Chiến thắng chóng vánh của quân Đức trong cuộc tiến công này đã đặt tiền đề cho thuật ngữ Blitzkrieg ("Chiến tranh Chớp nhoáng") chỉ đường lối chiến tranh của nước Đức thời ấy xuất hiện trong từ điển tiếng Anh.

## Hoàn cảnh

### Quan hệ Đức-Ba Lan
Ngày 30 tháng 1 năm 1933, Adolf Hitler và Đảng Quốc xã lên nắm quyền tại nước Đức. Nước Đức dần trở thành một lò lửa chiến tranh ở Châu Âu. Trong Mein Kampf, Adolf Hitler đã đề ra nhiều kế hoạch lớn sau khi nắm quyền, trong đó có việc mở rộng "Lebensraum" (Không gian sống) bằng cách bành trướng về phía đông nước Đức, mà cụ thể sẽ là Ba Lan và Liên Xô.
Khi Hitler đoạt quyền lực ở Đức vào năm 1933, chính Thủ tướng Ba Lan Pilsudski đã chủ trương liên minh với Pháp để chống lại Đức, thế nhưng Pháp lại tỏ ra thờ ơ . Sự từ chối hợp tác của Pháp có thể coi là một trong những lí do khiến Ba Lan quyết định đàm phán với người Đức  Lo lắng về căng thẳng gia tăng giữa Đức quốc xã và Liên Xô cũng như lo sợ trở nên quá phụ thuộc vào các cường quốc châu Âu khác như Pháp, thủ tướng Ba Lan là Pilsudski đã quyết định cân bằng mối quan hệ với Liên Xô và Đức. Từ ngày 25 tháng 7 năm 1932, Ba Lan đã ký một hiệp ước không xâm phạm với Liên Xô. Ngày 26 tháng 1 năm 1934, Ba Lan cũng đã ký một Hiệp ước không xâm phạm lẫn nhau với Đức   Ba Lan đã trở thành quốc gia đầu tiên thành lập liên minh với Đức Quốc xã.
Quan hệ của Ba Lan với Đức và Liên Xô trong nhiệm kỳ của Pilsudski là khá trung lập. Hitler đã liên tục đề nghị một liên minh Đức-Ba Lan chống lại Liên Xô, nhưng Piłsudski đã từ chối . Ngay trước khi qua đời, Piłsudski đã căn dặn Józef Beck tiếp tục duy trì quan hệ trung lập với Đức . Nhưng sau cái chết của Jozef Pilsudski, Ba Lan được lãnh đạo bởi các tướng lĩnh từ Quân đoàn Ba Lan đã chiến đấu chống Nga trong Thế chiến thứ nhất, do vậy chính sách của Ba Lan dần chuyển sang thân thiện với Đức Quốc xã và đối đầu với Liên Xô.
Trước năm 1939, Ba Lan và Đức Quốc xã là những nước láng giềng có quan hệ rất tốt: Ba Lan là quốc gia châu Âu đầu tiên đã ký hiệp ước không xâm lược lẫn nhau với Đức Quốc xã, sau đó cả Ba Lan và Đức Quốc xã đã cùng nhau xâm lược Tiệp Khắc. Ba Lan cũng có chính sách đối ngoại rất hung hăng, ví dụ như Chiến tranh Ba Lan-Ukraina và Chiến tranh Ba Lan-Litva. Thủ tướng Anh Winston Churchill thậm chí đã mô tả Ba Lan là "con linh cẩu tham lam của châu Âu"

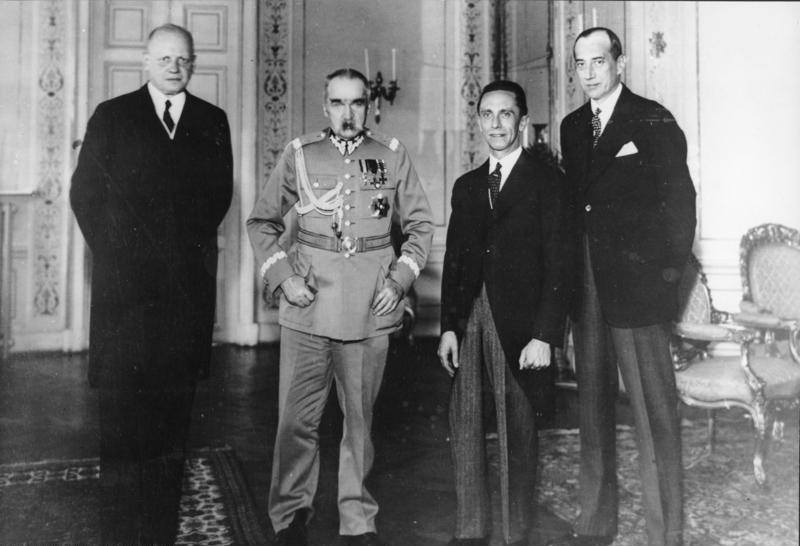
Thủ tướng Ba Lan Józef Piłsudski, Bộ trưởng tuyên truyền Đức Joseph Goebbels gặp nhau ở Warsaw ngày 15 tháng 6 năm 1934, 5 tháng sau khi Ba Lan và Đức ký Hiệp ước

Năm 2019, Tổng thống Nga Vladimir Putin đã cáo buộc Ba Lan thông đồng với Hitler trong giai đoạn trước Thế chiến 2: "Họ về cơ bản thông đồng với Hitler. Điều này rất rõ ràng qua các tài liệu, tài liệu lưu trữ". Jozef Lipski, đại sứ Ba Lan tại Đức nhiệm kỳ 1934-1939, đã hứa rằng Ba Lan sẽ "dựng tượng Hitler ở Warsaw" (thủ đô Ba Lan) nếu ông ta thực hiện việc truy bắt và đưa tất cả người Do Thái đến châu Phi. Đáp lại, Hitler cũng đã tư vấn cho Ba Lan là nước này chỉ nên bắt đầu hành động (chiếm đất của Tiệp Khắc) "sau khi người Đức đã chiếm Sudetenland". Vào ngày 20 tháng 9 năm 1938, đại sứ Jozef Lipsky đã báo cáo với Bộ trưởng Ngoại giao Ba Lan Jozef Beck rằng có thể tin được Hitler trong việc cả 2 cùng xâm chiếm Tiệp Khắc: "Trong trường hợp xảy ra xung đột giữa Ba Lan và Tiệp Khắc vì lợi ích của chúng ta (Ba Lan) tại Teschen, Đức sẽ đứng về phía Ba Lan".
Năm 1938, sau Hiệp ước Munich ký với Anh-Pháp, Đức đem quân tiêu diệt Tiệp Khắc. Trước tình hình đó, Ba Lan đã đem quân xâm chiếm vùng Teschen của Tiệp Khắc, vùng lãnh thổ mà họ đã có tranh chấp với Tiệp Khắc năm 1919. Đây là vùng lãnh thổ có đông người Ba Lan sinh sống. Liên Xô tuyên bố sẵn sàng bảo vệ Tiệp Khắc với điều kiện Hồng quân có thể đi qua lãnh thổ Ba Lan và Romania, nhưng cả hai nước này đều từ chối  Đại sứ Ba Lan nói với Ngoại trưởng Pháp rằng Ba Lan sẽ phản đối bất kỳ nỗ lực nào của Liên Xô nhằm bảo vệ Tiệp Khắc khỏi Đức 
Sau sự việc này, Ba Lan đã chiếm của Tiệp Khắc gần 1.700 kilômét vuông chung quanh Teschen với 228.000 dân, trong số này có 133.000 người Séc. Việc Ba Lan phối hợp với Đức Quốc xã để xâm chiếm vùng Teschen khiến nhiều người Tiệp Khắc về sau đã căn cứ vào sự việc này để cáo buộc chính phủ Ba Lan đã đồng lõa với quân xâm lược Đức Quốc xã, trong khi chính phủ Ba Lan liên tục phủ nhận điều này..
Tuy nhiên sau đó, mối quan hệ giữa Đức và Ba Lan ngày càng xấu đi nhất là sau khi sức mạnh quân sự của Đức Quốc Xã ngày càng gia tăng. Đức muốn thiết lập một đường biên giới mới với Ba Lan nhằm đưa vùng Đông Phổ bị tách rời khỏi nước Đức bởi "Hành lang Ba Lan" trở lại, ngoài ra còn muốn giành quyền kiểm soát thành phố Danzig. Danzig là vùng đất của Đế quốc Đức trước Chiến tranh thế giới thứ nhất, nhưng do Đức thua trận nên vùng này thuộc quyền quản lý của Hội Quốc Liên. Tuy nhiên, từ đầu thập niên 1930, các cuộc tranh chấp và xô xát diễn ra ngày càng thường xuyên giữa người Đức và người Ba Lan sống tại đây.

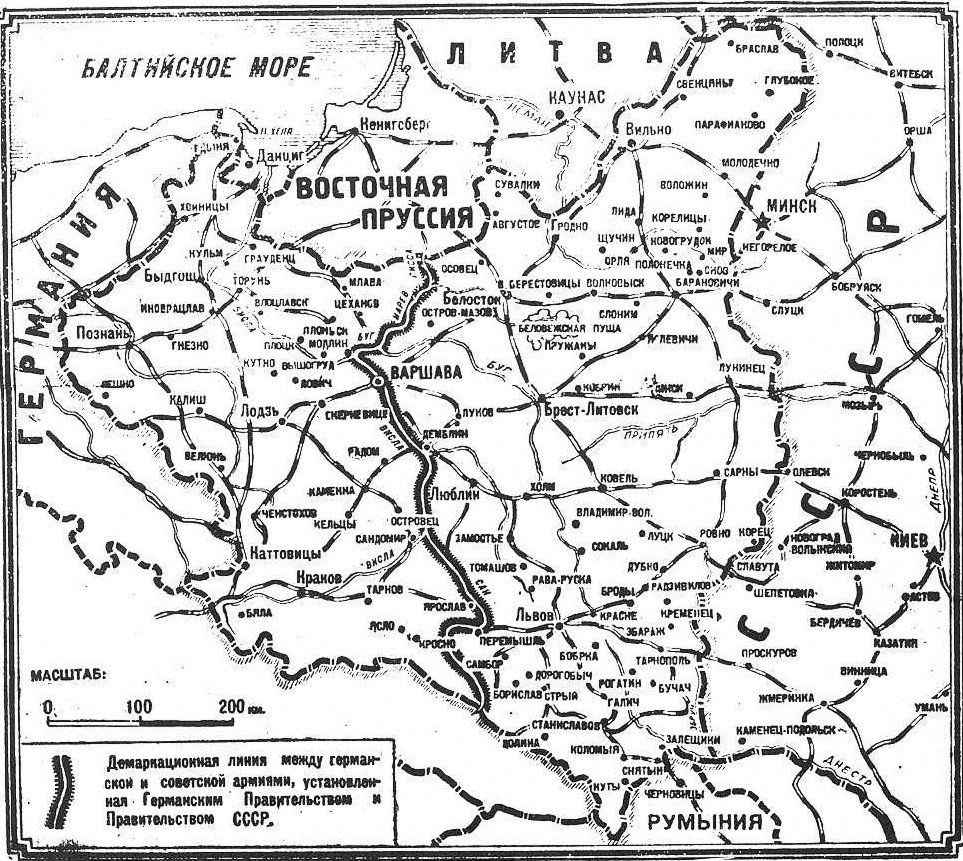
Bản đồ quy định vùng ảnh hưởng của Đức Quốc xã và Liên Xô trong nghị định thư bí mật của Hiệp ước Xô-Đức

Năm 1938, Đức ngày càng đưa ra cho Ba Lan nhiều yêu sách về vùng Danzig trong đó có việc xây dựng một tuyến đường sắt nối Đông Phổ và phần còn lại của nước Đức, băng ngang qua hành lang Ba Lan. Nhưng chính phủ Ba Lan đã từ chối các yêu sách này vì không tin tưởng vào Đức Quốc xã cũng như lo sợ sẽ chịu chung số phận với Tiệp Khắc. Tuy nhiên, Ba Lan biết rằng không thể đơn phương chống lại Đức nên đã cầu viện đến sự giúp đỡ của Anh và Pháp. Anh và Pháp vào thời điểm đó vẫn tiếp tục đeo đuổi chính sách thoả thiệp với Đức nhằm tránh một cuộc chiến tranh mới có thể xảy ra. Nhưng trước sức ép chính trị dữ dội cộng với những lo sợ trước sự bành trướng của Đức nên lãnh đạo của hai nước này đã quyết định cô lập Đức bằng cách tạo ra một khối liên minh với các nước ở Đông Âu như Ba Lan, Latvia, Estonia, România. Ngày 31 tháng 3 năm 1939, Thủ tướng Anh Neville Chamberlain ra tuyên bố về sự đảm bảo của cả Anh và Pháp đối với nền độc lập Ba Lan.

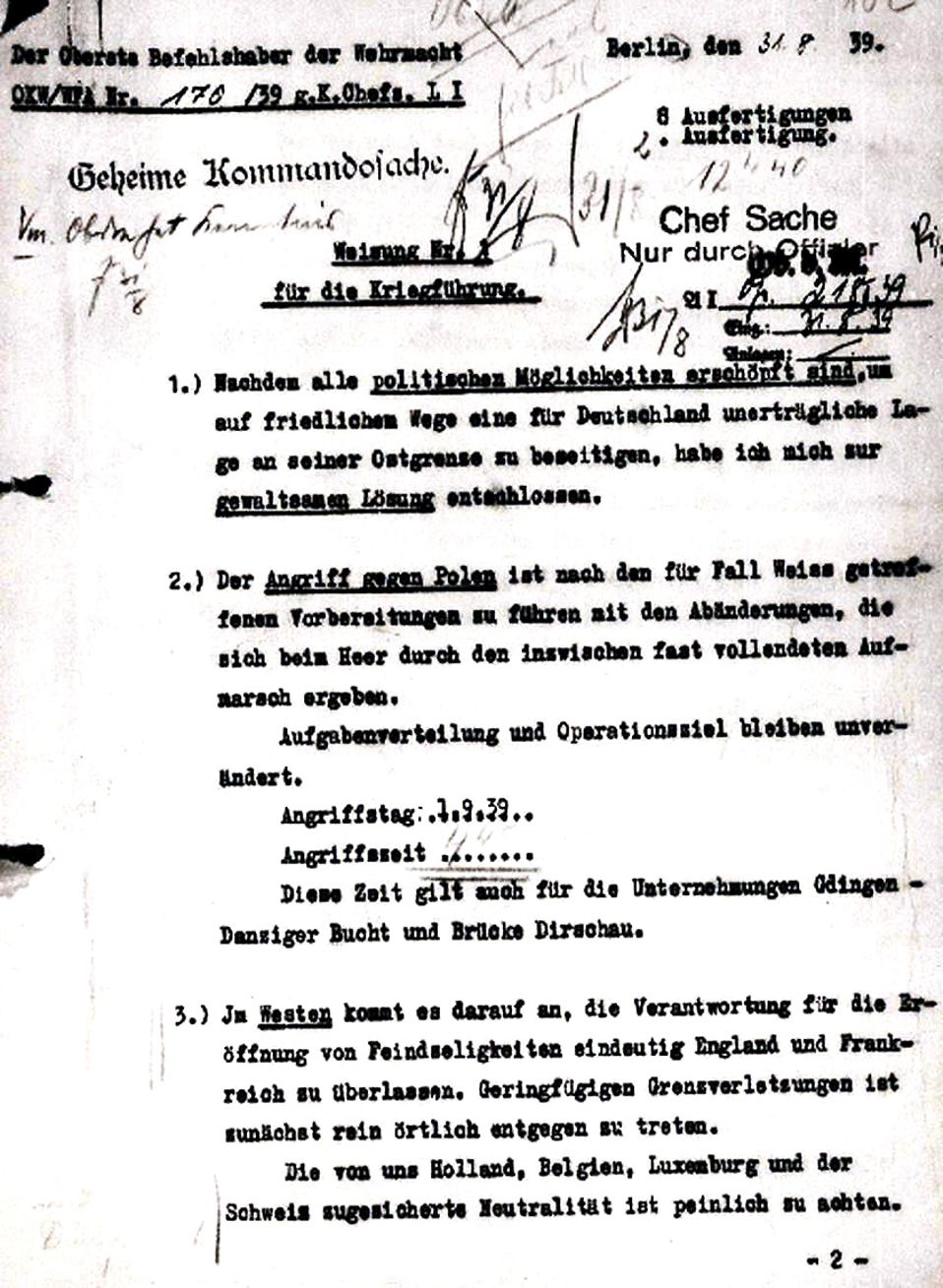
Mật lệnh tấn công Ba Lan do Hitler đưa ra ngày 31 tháng 8 năm 1939

Hành động này của nước Anh đã khiến Hitler vô cùng giận dữ và mối quan hệ thân thiện giữa Đức và Ba Lan chính thức kết thúc vào ngày 28 tháng 4 năm 1939 khi Đức tuyên bố xoá bỏ hiệp ước không xâm phạm lẫn nhau đã được ký vào năm 1934. Ngoài ra, các điều khoản trong Hiệp ước Hải quân London năm 1935 với Anh cũng theo đó mà tan vỡ.
Ngày 10 tháng 5, hiệp định tương trợ Pháp-Ba Lan được ký kết. Sau đó, ngày 25 tháng 8, hiệp định tương trợ lẫn nhau giữa Anh và Ba Lan ra đời. Cuộc đàm phán an ninh giữa Anh-Pháp với Liên Xô nhằm đối phó với Đức bị trì hoãn và kéo dài mà không thu được kết quả do sự nghi kỵ lẫn nhau giữa các bên, đặc biệt là thái độ lừng chừng của Anh. Trong khi đó, Đức rốt ráo tìm kiếm một hiệp ước bất tương xâm với Liên Xô. Kết quả Hiệp ước Xô-Đức được ký kết ngày 23 tháng 8 tại Moskva, trong đó Liên Xô chấp nhận đóng vai trò trung lập trong cuộc xung đột Đức-Ba Lan đổi lại những quyền lợi ở Đông Âu và vùng Baltic (bao gồm việc thu hồi vùng Tây Belarus, tây Ucraina và xác định ảnh hưởng của Nga ở Phần Lan, Estonia, Litva, Latvia, Bessarabia)
Ngày 29 tháng 8, tối hậu thư của Đức được giao cho Ba Lan với yêu sách đòi Danzig trở lại và xoá bỏ "hành lang Ba Lan". Chính phủ Ba Lan đã thẳng thừng từ chối.
Ngày 30 tháng 8, Hải quân Ba Lan tiến hành Chiến dịch Peking, di tản hạm đội của mình đến Anh để tránh bị hải quân Đức bao vây phong tỏa. Cùng ngày, Thống chế Ba Lan Edward Rydz-Śmigły ra lệnh tổng động viên quân đội. Tuy nhiên, dưới sức ép của Pháp vốn vẫn hy vọng vào một giải pháp ngoại giao, ông phải thu hồi lệnh trên, không biết rằng Đức đã hoàn thành tổng động viên và tập trung quân để đánh vào Ba Lan. Đêm 31 tháng 8, quân Đức dàn cảnh "sự kiện Gleiwitz" theo đó "quân Ba Lan" tấn công vào trạm phát thanh tại thành phố biên giới Gleiwitz thuộc Thượng Silesia.
Ngày 31 tháng 8, Hitler ra mật lệnh tấn công vào rạng sáng ngày 1 tháng 9. 4 giờ 45 phút sáng ngày 1 tháng 9, Đức chính thức mở màn cuộc tấn công. Vì lệnh hoãn tổng động viên khi trước, Ba Lan chỉ có thể tập trung được 70% lực lượng dự kiến, và nhiều đơn vị của họ vẫn còn đang trên đường di chuyển hoặc chưa tập kết tại các vị trí tiền tiêu định sẵn.

### Quan hệ Liên Xô - Ba Lan

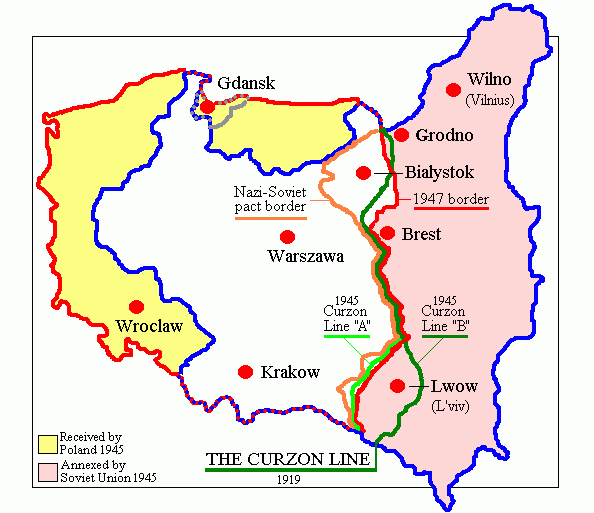
Các lãnh thổ mà Ba Lan chiếm của Nga năm 1921 được tô màu hồng. Đường màu xanh lá là đường Curzon, đường biên giới trước đó giữa Nga và Ba Lan

Quan hệ giữa Ba Lan và Nga vô cùng xấu kể từ khi Ba Lan giành độc lập. Với sự sụp đổ của Đế chế Nga và Đế chế Đức trong Thế chiến 1, hầu như tất cả các nước nhỏ ở Đông Âu đã phát động chiến tranh để tranh giành nhau lãnh thổ: Romania đánh nhau với Hungary để giành Transylvania, Nam Tư đánh nhau với Ý để giành Rijeka, Ba Lan đánh nhau với Tiệp Khắc để giành Cieszyn Silesia, đánh với Đức để chiếm Poznań và Đông Galicia. Không chỉ đánh nhau với Tiệp Khắc và Đức để giành lãnh thổ, Ba Lan còn muốn đánh nhau với nước Nga. Chính phủ Ba Lan muốn tái lập lãnh thổ mà Đế chế Ba Lan thời cực thịnh từng có vào thế kỷ 16, khi đó Ba Lan đã đánh chiếm và đô hộ các vùng đất Bạch Nga và Tiểu Nga (nay là Belarus và Ukraina). Được sự hậu thuẫn của Anh, Pháp, Hoa Kỳ (về sau có cả Đức) trong mục đích tiêu diệt nước Nga Xô viết, Chính quyền Ba Lan сho rằng thời gian lộn xộn do nội chiến ở Nga là cơ hội lý tưởng để đánh chiếm Belarus và Ukraina. Trong khi đó, Lenin có mong muốn truyền bá chủ nghĩa cộng sản tới Tây Âu, và Ba Lan là một chướng ngại mà nước Nga Xô viết sẽ phải vượt qua để cung cấp hỗ trợ cho phong trào cộng sản ở Tây Âu. Lenin cũng muốn giành lại quyền kiểm soát các vùng lãnh thổ mà Nga bị mất vào tay Đức trong Hiệp ước Brest-Litovsk tháng 3 năm 1918.
Tháng 3 năm 1919, quân Ba Lan phát động tấn công vào lãnh thổ Nga trong Trận Bereza Kartuska (1919) và vượt sông Neman. Sau 1 năm chiến tranh, Hồng quân phản công và áp sát thành phố Warsawa. Trong trận Warsawa, quân đội Ba Lan dưới sự chỉ huy của Józef Piłsudski đã phản công và giành được thắng lợi Sau trận Warsawa, quân Ba Lan đã tiến hành truy kích, đẩy lùi quân Nga ra khỏi lãnh thổ và chiếm được một vùng đất rộng lớn ở phía đông của Đường Curzon (biên giới giữa 2 nước trước chiến tranh), bao gồm thành phố Vilnius, Đông Galicia (1919) bao gồm thành phố Lwów, cũng như hầu hết khu vực Volhynia. Tổng cộng, Ba Lan đã chiếm được gần 135.000 km2 lãnh thổ, lấn sâu khoảng 250 km về phía đông của đường Curzon.
Do sống trong vùng lãnh thổ bị Ba Lan đánh chiếm, đã có khoảng 6 triệu người dân Belarusia và Ukraina (thuộc dân tộc Nga) phải chịu sự chiếm đóng của Ba Lan. Việc chính phủ Ba Lan thi hành chính sách đồng hóa người Belarusia và Ukraina đã thúc đẩy sự phát triển của các tổ chức dân tộc chủ nghĩa Ucraina chuyên đấu tranh chống lại sự chiếm đóng của Ba Lan
Khi Hitler nắm quyền lực ở Đức vào năm 1933, chính Thủ tướng Ba Lan Pilsudski đã chủ trương liên minh với Pháp để chống lại Đức, thế nhưng Pháp lại tỏ ra thờ ơ. Sự từ chối hợp tác của Pháp có thể coi là một trong những lí do khiến Ba Lan quyết định đàm phán với người Đức Lo lắng về căng thẳng gia tăng giữa Đức quốc xã và Liên Xô cũng như lo sợ trở nên quá phụ thuộc vào các cường quốc châu Âu khác như Pháp, thủ tướng Ba Lan là Pilsudski đã quyết định cân bằng mối quan hệ với cả Liên Xô và Đức Quốc xã. Vào ngày 25 tháng 7 năm 1932, Ba Lan đã ký một hiệp ước không xâm phạm với Liên Xô. Đến ngày 26 tháng 1 năm 1934, Ba Lan và Đức đã ký Hiệp ước không xâm phạm lẫn nhau  Vậy là Ba Lan đã trở thành quốc gia đầu tiên liên minh với Đức Quốc xã Bản Hiệp ước Đức-Ba Lan năm 1934 được coi là một ví dụ về sự thiếu suy tính, kém nhạy bén do ảnh hưởng bởi bệnh tật (ung thư và xơ vữa động mạch) của Thủ tướng Ba Lan Józef Piłsudski, đã góp phần mở đường cho những bước đi tiếp theo của Hitler
Quan hệ của Ba Lan với Đức và Liên Xô trong nhiệm kỳ của Pilsudski là khá trung lập . Hitler đã liên tục đề nghị một liên minh Đức-Ba Lan chống lại Liên Xô, nhưng Piłsudski đã từ chối. Ngay trước khi qua đời, Piłsudski đã căn dặn Józef Beck tiếp tục duy trì quan hệ trung lập với Đức.
Sau cái chết của thủ tướng Ba Lan là Jozef Pilsudski, Ba Lan được lãnh đạo bởi một số sĩ quan từ Quân đoàn Ba Lan đã chiến đấu chống lại Nga trong Thế chiến thứ nhất, do vậy chính sách của Ba Lan dần chuyển sang thân thiện với Đức và đối đầu với Liên Xô. Đồng thời, Ba Lan cũng ngăn cản những nỗ lực của Pháp và Tiệp Khắc để đưa Liên Xô vào một mặt trận chung chống lại nước Đức phát xít, thậm chí Ba Lan còn nuôi ý định sẽ tiếp tục tấn công Liên Xô, chiếm trọn cả Belarus và Ucraina để vươn lên thành cường quốc châu Âu. Phía Liên Xô thì luôn nung nấu ý định thu hồi lại những đất đai mà Ba Lan đã chiếm của họ..
Giáo sư Michael Jabara Carley của Đại học Montreal (Canada) cho rằng: "Trong thập niên 1930, Ba Lan đóng vai trò của kẻ phá bĩnh. Đó là một chính thể cực hữu rất giống kiểu độc tài, bài Do Thái và có cảm tình với chủ nghĩa phát xít. Năm 1934, khi Liên Xô cảnh báo về Hitler, Ba Lan đã ký ngay một hiệp ước không xâm lược lẫn nhau với Đức ở Berlin. Vậy ai đâm sau lưng ai? Trong khi kết tội phía Liên Xô đưa quân vào "lãnh thổ của Ba Lan", một số sử gia phương Tây bắt đầu mắc chứng "mất trí nhớ", và quên rằng chính các lãnh thổ này - Tây Ukraine và Tây Belarus - đã bị Ba Lan chiếm của Nga trong cuộc Chiến tranh Nga-Ba Lan từ năm 1919-1921. Cuộc chiến này do Ba Lan đơn phương phát động để chống lại nước Nga Xô viết - lúc đó đã tan hoang vì nội chiến". Ông nhấn mạnh: "Cho đến năm 1939, Ba Lan đã làm tất cả những gì có thể để phá hoại các nỗ lực của Liên Xô trong việc xây dựng một liên minh chống chủ nghĩa Quốc xã, dựa trên liên minh chống Đức từ thời Thế chiến thứ 1, bao gồm Pháp, Anh, Italy và vào năm 1917 cả Mỹ... Trong các năm 1934-1935, khi Liên Xô tìm kiếm một hiệp ước tương trợ với Pháp thì Ba Lan lại cố công cản trở điều này".
Cuối thập niên 1930, Liên Xô đã cố tạo một liên minh chống Đức với Anh quốc, Pháp và Ba Lan.[h] Tuy nhiên các cuộc thương thảo lại tỏ ra khó khăn. Liên Xô đòi hỏi một phạm vi ảnh hưởng trải dài từ Phần Lan đến România và đã đòi hỏi hỗ trợ quân sự để chống lại không chỉ bất cứ ai tấn công họ một cách trực tiếp mà còn cả các quốc gia nằm trong phạm vi ảnh hưởng theo đề xuất của họ, đây là những điều kiện mà Anh và Pháp không thể chấp nhận. Liên Xô cũng yêu cầu quyền đi vào Ba Lan, România và các Quốc gia Baltic để chống lại Đức. Chính phủ các nước trên đã phản đối các đề nghị này của Liên Xô bởi vì, như Bộ trưởng Ngoại giao Ba Lan Józef Beck đã nói, họ sợ rằng một khi Hồng quân đã tiến vào lãnh thổ của họ thì đoàn quân này sẽ không chịu rút đi. Sau khi Ba Lan từ chối việc hợp tác với Liên Xô nhằm thành lập liên minh chống Đức, việc 2 nước có xung đột quân sự là khó tránh khỏi. Người miền tây Ukraina và tây Belarus (khi đó nằm dưới sự kiểm soát của Chính phủ Ba Lan), bao gồm chủ yếu là người gốc Nga, thì luôn mong chờ cuộc tấn công của Hồng quân để giúp họ thoát khỏi sự chiếm đóng của Ba Lan và trở về với "Đất mẹ Nga".

## So sánh lực lượng

### Đức

Poster tuyên truyền của Đức Quốc xã - "Chiến thắng Ba Lan bằng không quân"

So với Ba Lan, Đức có ưu thế vượt trội về quân số, xe tăng và máy bay chiến đấu. Bộ binh Đức ngoài được huấn luyện tốt còn được cơ giới hóa hàng loạt thay thế cho việc đi bộ và các phương tiện vận chuyển thô sơ như ngựa. Hơn nữa, nhiều người lính trong quân đội Đức đã từng tham gia cuộc Nội chiến Tây Ban Nha nên tỏ ra vô cùng thiện chiến.
Trước khi tấn công Ba Lan, một chiến thuật quân sự mới đã được người Đức nghiên cứu từ lâu và dự tính sẽ được áp dụng trong các cuộc chiến sắp tới là chiến thuật "Blitzkrieg" (Chiến tranh chớp nhoáng). Chiến thuật này tập trung lực lượng tấn công cơ động mạnh, tấn công nhanh, thọc sâu, bao vây và chia cắt lực lượng đối phương bằng khối lượng xe tăng và cơ giới lớn. Đi cùng xe tăng là bộ binh cơ giới được xe thiết giáp bảo vệ tốt khỏi sức sát thương của đối phương và có vũ khí chống tăng tốt. Các đợt tấn công này còn được yểm hộ bằng không quân tấn công lớn và mạnh, nhất là các máy bay ném bom bổ nhào. Ba Lan đã trở thành nạn nhân đầu tiên của chiến thuật này, kế tiếp sau đó là Pháp và Liên Xô.
Để phục vụ cho chiến thuật chiến tranh chớp nhoáng, hàng loạt các sư đoàn thiết giáp Panzer của Đức đã được thành lập, đi cùng với đó là sự gia tăng một cách chóng mặt về số lượng và chất lượng xe tăng. Không quân Đức (Luftwaffe) được xem là chìa khoá then chốt dẫn đến thành công nên cũng rất được bộ chỉ huy Đức quan tâm. Để chuẩn bị cho cuộc tấn công này, Luftwaffe đã chuẩn bị 1.180 máy bay tiêm kích hiện đại hơn hẳn các máy bay cùng loại của Ba Lan, 290 máy bay ném bom bổ nhào Ju 87 Stuka, 1100 máy bay ném bom hạng nặng (chủ yếu là Heinkel 111 và Dornier Do 17). Ngoài ra còn có 550 máy bay vận chuyển và 350 máy bay trinh sát. Không quân Đức Quốc xã vào thời điểm này được đánh giá là mạnh nhất thế giới và sức mạnh của lực lượng này đã được thể hiện một cách khủng khiếp trong cuộc Nội chiến Tây Ban Nha.

### Ba Lan

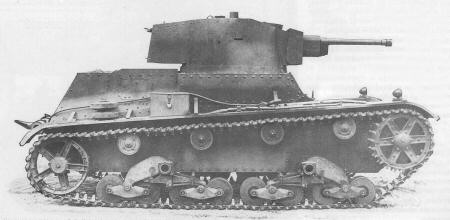
Xe tăng 7TP của Ba Lan

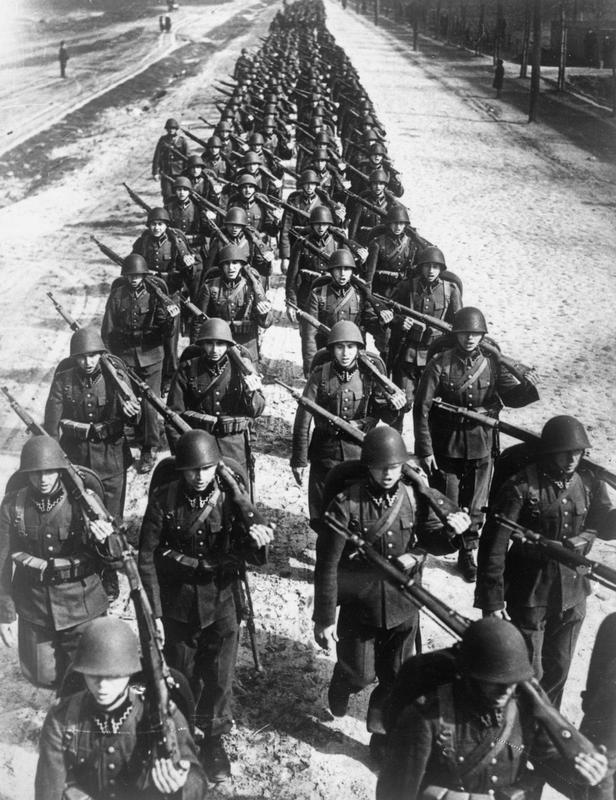
Bộ binh Ba Lan

Từ năm 1936 đến 1939, Ba Lan đã tiến hành chuẩn bị cho một cuộc tấn công của Đức nhưng hầu hết người dân Ba Lan đều tin rằng chiến tranh sẽ chỉ xảy ra vào năm 1942. Chính phủ Ba Lan còn bán nhiều trang thiết bị hiện đại do họ sản xuất để có tiền cho quỹ phòng hộ quốc gia tăng cường sức mạnh cho quân đội Ba Lan.
Về quân số, Ba Lan có gần 1 triệu quân, nhưng gần phân nửa số này chỉ được huy động sau ngày 1 tháng 9. Đều này đã dẫn đến hậu quả là khi các phương tiện vận chuyển trở thành mục tiêu không kích của không quân Đức, phần lớn quân đội Ba Lan đã không thể huy động kịp ra chiến trường. Ngoài ra, Ba Lan còn thua xa Đức về các đơn vị thiết giáp cũng như cơ giới. Lực lượng cơ giới duy nhất mà Ba Lan có được là các lữ đoàn kỵ binh, vốn từng được sử dụng trong cuộc Chiến tranh Nga-Ba Lan (1919-1921). Tuy kỵ binh Ba Lan về sau cũng đạt được một vài thành công, nhưng nó đã phần nào thể hiện sự lỗi thời và lạc hậu của quân đội Ba Lan so với Đức. Khoảng 800 xe tăng bao gồm 2 lữ đoàn và 4 tiểu đoàn đã được đưa vào chiến đấu nhưng con số này là quá it ỏi so với những gì mà quân đội nước này cần.

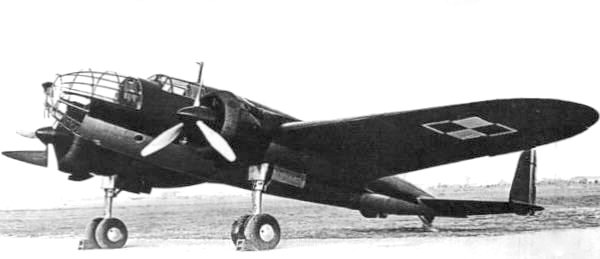
Máy bay ném bom PZL.37 Łoś của Ba Lan

Về không quân, các máy bay của Đức Quốc xã vượt trội cả về số lượng và chất lượng. Hầu hết các máy bay chiến đấu của Ba Lan khá lạc hậu, chỉ có khoảng 600 chiếc tương đối hiện đại. Không lực Ba Lan có thể kể đến bao gồm 185 chiếc PZL P.11, 95 chiếc PZL P.7, 175 chiếc PZL.23 Karaś B, 35 chiếc Karaś A và hơn 100 chiếc PZL.37 Łoś. Ngoài ra còn hơn 1000 máy bay vận chuyển, do thám và dùng cho tập luyện. Tuy nhiên Ba Lan chỉ có khoảng 36 chiếc máy bay ném bom hạng trung bình PZL.37 Łoś. Tất cả các loại máy bay mà Ba Lan sử dụng đều là do các công ty trong nước sản xuất. Các máy bay tiêm kích Ba Lan đáng chú ý có thể kể đến như chiếc PZL P.11 ra đời vào cuối thập niên 1930 và chỉ đạt đến tốc độ 365 km/giờ, thậm chí còn chậm hơn nhiều máy bay ném bom của Đức, nhưng có khả năng nhào lộn và khá linh hoạt.
Tuy thua sút rất lớn về máy bay nhưng Ba Lan lại có được những phi công được huấn luyện tốt bậc nhất thế giới. Lực lượng phi công này về sau đã giúp đỡ Không quân Hoàng gia Anh rất nhiều trong Không chiến tại Anh Quốc năm 1940. Khi chiến tranh nổ ra, nhờ sức mạnh và sự nhanh nhẹn của các máy bay ném bom mà không quân Đức đã oanh tạc dữ dội vào các phi trường Ba Lan, phá huỷ nhiều máy bay đậu trên mặt đất, tuy không đến nỗi làm cho không quân Ba Lan tê liệt như một số người vẫn thường nghĩ.
Hải quân Ba Lan chỉ có vỏn vẹn một hạm đội nhỏ với các khu trục hạm, tàu ngầm và tàu chở dầu. Hạm đội này đã rời Ba Lan vào ngày 20 tháng 8 theo biển Bắc để gia nhập Hải quân Hoàng gia Anh. Phần lớn các tàu này về sau tham gia vào các đoàn convoy (hộ tống) hoặc tấn công các tàu chở hàng Đức trên biển Bắc.

### Liên Xô
Lực lượng Liên Xô tham gia cuộc tấn công Ba Lan gồm hai Phương diện quân, theo biên chế của Liên Xô thì mỗi Phương diện quân tương đương với một Tập đoàn quân của Đức, gồm có lực lượng cơ động gồm kỵ binh và quân cơ giới; tiền thân của lực lượng bộ binh cơ giới sau này. Phương diện quân Belorussia bao gồm các Tập đoàn quân 3, 4, 10, 11 và Quân đoàn 24, chỉ huy bởi Trung tướng Mikhail Kovalyov, đảm trách mặt trận phía bắc. Phương diện quân Ukrain bao gồm các Tập đoàn quân 5, 6, 12 chỉ huy bởi tướng Semyon Timoshenko, đảm trách mặt trận phía nam. Tổng số có hơn 800.000 quân và 4.736 xe tăng, 3.300 máy bay, 4.959 pháo.
Quân Nga theo kế hoạch sẽ bất ngờ tiến công Ba Lan sau khi Đức mở màn chiến dịch từ phía tây, và như vậy sẽ không gặp nhiều sự kháng cự từ phía Ba Lan. Mặc dù quân Liên Xô tham chiến bao gồm nhiều đơn vị lớn, nhưng do ảnh hưởng từ các cuộc thanh lọc chính trị nên hàng ngũ sĩ quan có kinh nghiệm của Liên Xô khá thiếu kinh nghiệm, phải dùng các sĩ quan cấp thấp hơn để chỉ huy đơn vị tham gia chiến dịch. Tuy nhiên Liên Xô ít gặp khó khăn do quân Ba Lan ít có kháng cự, trong khi dân địa phương thì chào đón và hỗ trợ cho họ.

## Kế hoạch quân sự của Đức và Ba Lan

### Đức

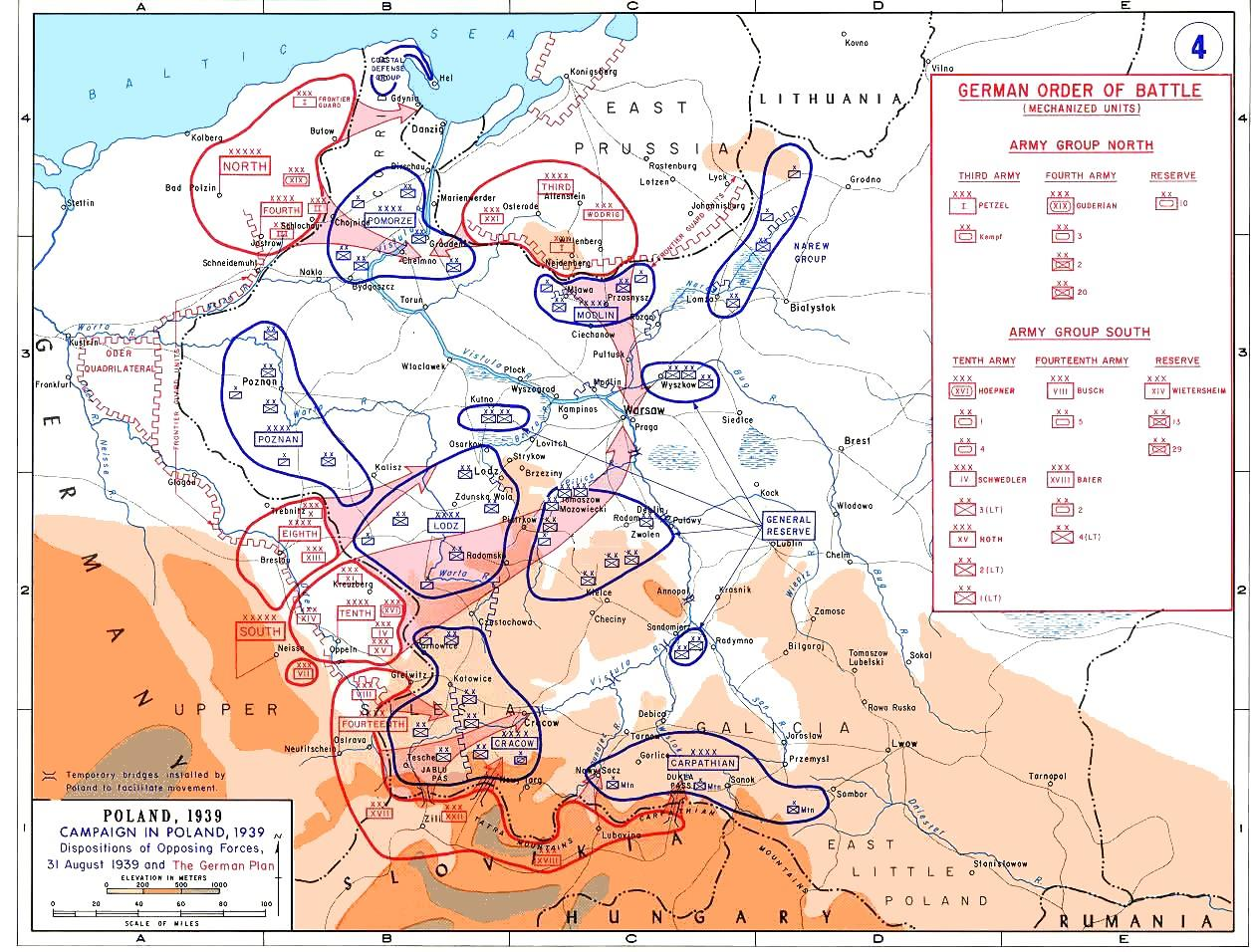
Kế hoạch tấn công của Đức

Từ tháng 4 1939, quyết định tấn công và thôn tính Ba Lan đã được bộ chỉ huy quân sự Đức Quốc xã thông qua. Adolf Hitler cũng đã ấn định trước thời điểm tấn công sẽ là tháng 9 1939. Một kế hoạch quân sự đã được vạch ra với tên gọi "Chiến dịch Tháng Chín" và tác giả của kế hoạch này là tướng Franz Halder, Tham mưu Trưởng Lục quân Đức và người thực hiện kế hoạch là tướng Walther von Brauchitsch. Theo kế hoạch, chiến thuật "Blitzkrieg" sẽ được áp dụng tối đa: của các đơn vị thiết giáp với vai trò chọc thủng phòng tuyến, đi theo đó là lực lượng bộ binh cơ giới cùng với pháo binh di chuyển nhanh và các xe vận chuyển, tiếp tế. Không quân Đức (Luftwaffe) có nhiệm vụ oanh tạc các trục giao thông, cơ sở hạ tầng và trung tâm chiến lược của Ba Lan.
Địa hình Ba Lan được xem như hoàn hảo cho kế hoạch tấn công chớp nhoáng này nếu được thời tiết ủng hộ. Thêm vào đó là 1 đường biên giới dài 5600 km cộng với một phần Đông Phổ 2000 km. Đó là chưa kể hơn 300 km sau khi người Đức sáp nhập 2 vùng lãnh thổ của Tiệp Khắc Bohemia và Moravia vào lãnh thổ. Tất cả những điều kiện trên bảo đảm cho sự thành công của người Đức trong cuộc tấn công sắp tới khi Ba Lan buộc phải dàn trải quân đội trên tuyến biên giới dài nên các tuyến phòng thủ của họ trở nên vô cùng rời rạc.
Quân đội Đức được chỉ định sẽ tiến vào Ba Lan theo 3 đường:
- Hướng tấn công chính sẽ là từ vùng phía nam biên giới Ba Lan nhắm thẳng vào Warszawa. Nhiệm vụ này được giao cho Cụm tập đoàn quân Nam do tướng Gerd von Rundstedt chỉ huy, bắt đầu tấn công từ vùng Silesia, Moravia và biên giới Slovakia. Các nhiệm vụ khác còn được phân ra như tướng Johannes Blaskowitz chỉ huy Tập đoàn quân số 8 sẽ tiến về phía đông chiếm Łódź, tướng Wilhelm List chỉ huy Tập đoàn quân số 14 sẽ vượt qua Kraków, tấn công quân Ba Lan tại núi Carpathian, tướng Walter von Reichnau chỉ huy thuộc Tập đoàn thiết giáp số 10 sẽ tiến thẳng về trước và chọc thủng phòng tuyến, mở đường cho các các quân khác tiến lên.
- Hướng tấn công thứ hai từ Bắc Phổ được giao cho Cụm tập đoàn quân Bắc dưới quyền chỉ huy của tướng Fedor von Bock sẽ tiến đánh binh lực Ba Lan đóng tại "Hành lang Ba Lan", vượt qua phòng tuyến này và tiến sâu vào đất Ba Lan.
- Hướng tấn công thứ ba là từ đồng minh Slovakia của Đức có nhiệm vụ như Cụm tập đoàn quân Nam.
- Ngoài ra, 1 lực lượng thiểu số người Đức sống tại Ba Lan còn được giao nhiệm vụ đánh nghi binh và phá hoại ngầm các cơ sở hạ tầng.

### Ba Lan

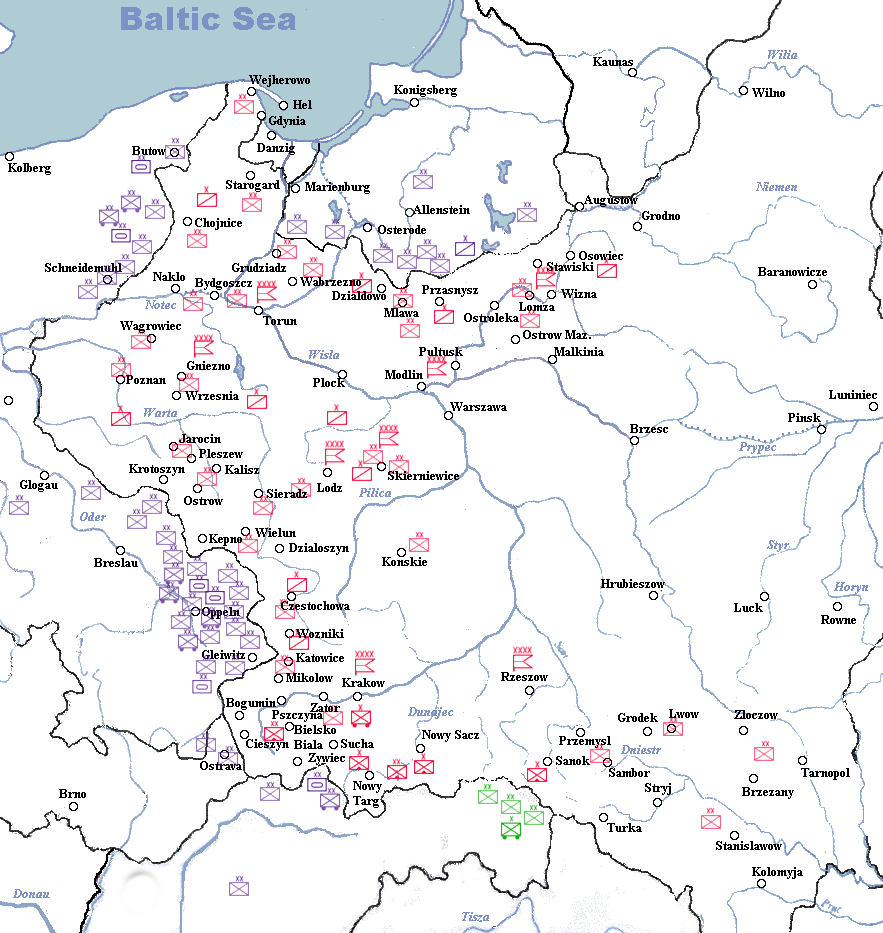
Sự bố trí các sư đoàn Đức và Ba Lan vào ngày 1 tháng 9 1939

Do không thể biết rõ hướng tấn công của quân Đức nên kế hoạch phòng thủ của Ba Lan mang tên Zachód đã hoàn toàn thất bại khi nó được triển khai. Kế hoạch của Ba Lan là bố trí các lực lượng phòng thủ dọc quanh biên giới Ba Lan-Đức và hi vọng vào sự giúp đỡ của Anh và Pháp như họ đã hứa khi chiến tranh xảy ra. Trong khi đó, một số chính trị gia Ba Lan cho rằng nếu Ba Lan chấp nhận trả lại cho Đức một số vùng đất thì Anh và Pháp có thể dàn xếp 1 hội nghị như hội nghị Munich để tránh chiến tranh. Thực tế sau đó đã chứng minh Ba Lan đã bị 2 đồng minh Anh-Pháp bỏ rơi khi chiến tranh bắt đầu.
Silesia, thuộc vùng biên giới phía tây là vùng đất tập trung nhiều tài nguyên, dân số và cũng là 1 trung tâm công nghiệp lớn nên đã được tập trung bảo vệ. Trong trường hợp thất bại, kế hoạch này cho phép quân đội Ba Lan được rút lui dần về các tuyến phòng thủ sau, được chuẩn bị từ trước như các phòng tuyến gần sông Vistula và sông San. Các phòng tuyến này sẽ ngăn quân Đức giúp Ba Lan có thêm thời gian tổng động viên quân đội và 1 cuộc phản công lớn sẽ được tổ chức đồng thời với cuộc tấn công của Anh-Pháp ở mặt trận phía tây.

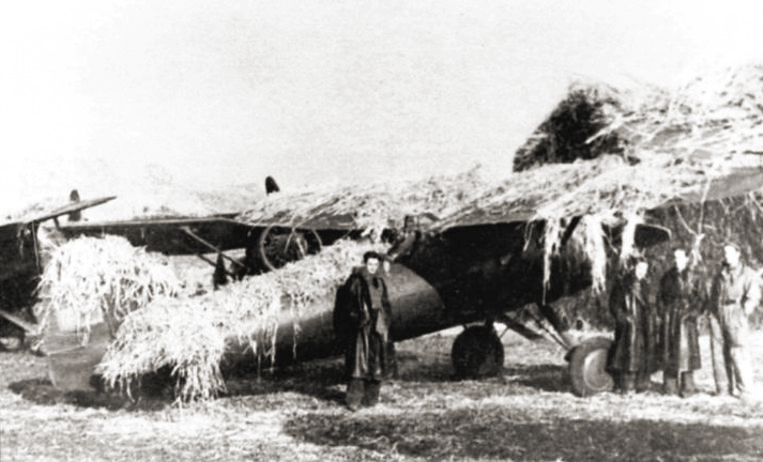
Máy bay chiến đấu P-11 của Ba Lan ngụy trang tại một sân bay ngày 31 tháng 8 năm 1939

Kế hoạch rút lui của quân đội Ba Lan bao gồm việc rút về phía sau sông San rồi về các tỉnh đông nam và bảo vệ đầu cầu Romania. Người Anh và Pháp ước tính Ba Lan có thể phòng ngự khu vực này trong khoảng hai đến ba tháng, trong khi Ba Lan dự tính họ có thể giữ được trong 6 tháng. Kế hoạch này hóa ra lại là một sai lầm tai hại khi các tính toán của Ba Lan đều sai lầm:
- Ba Lan tính rằng chiến tranh sẽ diễn ra theo kiểu chiến tranh chiến hào như thời Chiến tranh thế giới thứ nhất, với các chiến hào phòng ngự, họ sẽ tiêu hao nặng quân Đức, buộc Đức phải ký hiệp ước hòa bình. Tính toán này dựa trên một tư duy quân sự cũ kỹ, lạc hậu từ Chiến tranh thế giới thứ nhất, kết quả là quân Ba Lan đã không thể chống cự hiệu quả trước chiến tranh chớp nhoáng cùng các binh đoàn thiết giáp của Đức.
- Kế hoạch của Ba Lan dựa trên hy vọng Đồng minh giữ lời hứa và nhanh chóng tiến hành chiến dịch tấn công chống lại Đức. Chính phủ Ba Lan cũng không thông báo về chiến lược quân sự của mình, nên lập kế hoạch phòng ngự của mình dựa vào lời hứa của phe Đồng minh sẽ nhanh chóng tiếp viện cho Ba Lan. Tuy nhiên, cả Pháp lẫn Anh đều đã không có hành động gì để trợ giúp Ba Lan khi cuộc xâm lăng của Đức nổ ra[43][44]

## Diễn biến

### Giai đoạn 1: Đức tấn công Ba Lan

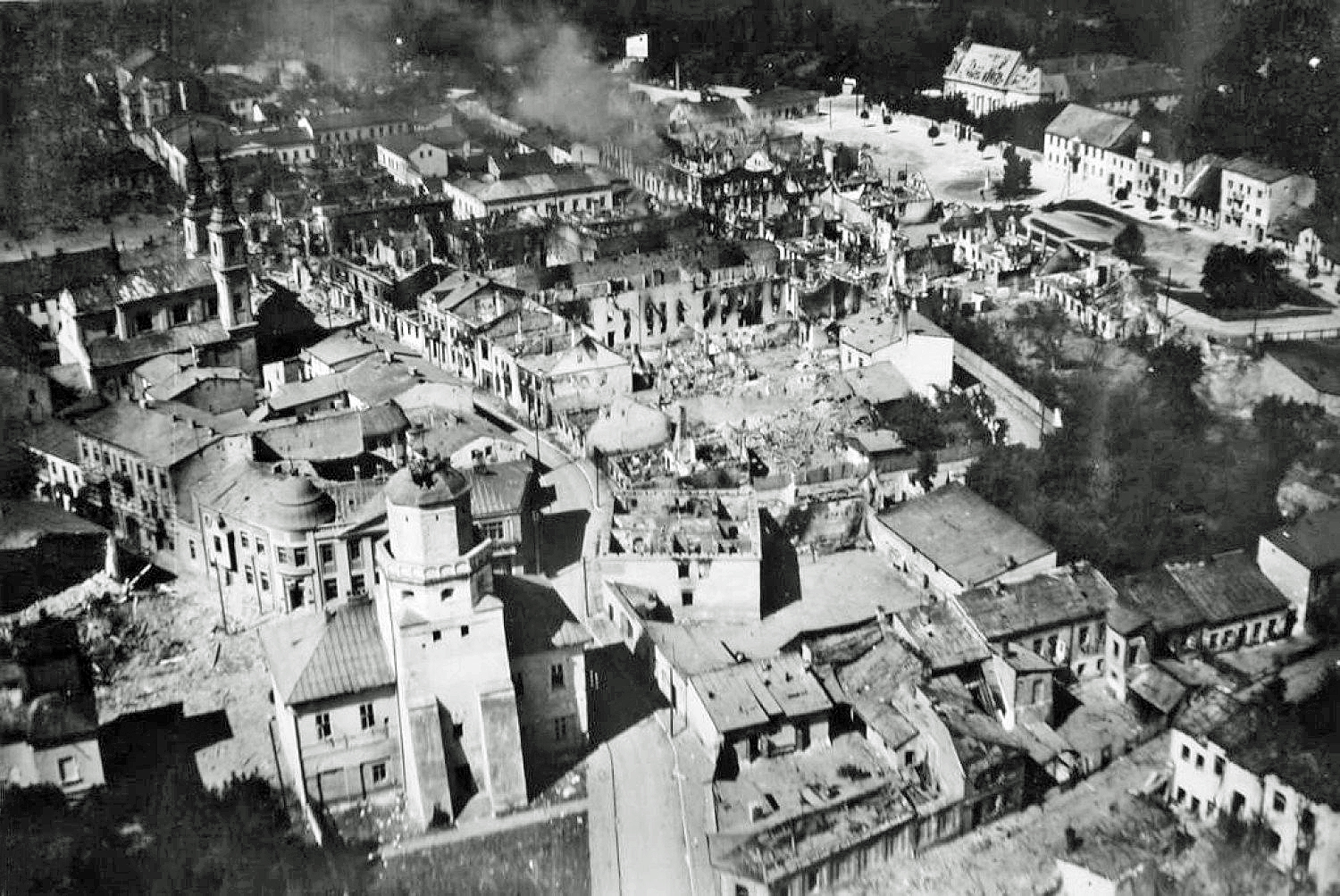
Thị trấn Wieluń sau khi bị không quân Đức Luftwaffe oanh tạc ngày 1 tháng 9 năm 1939

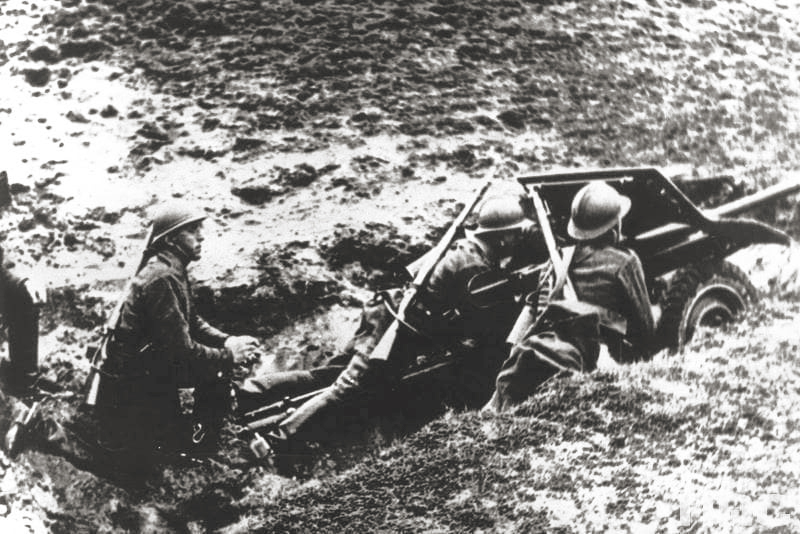
Pháo chống tăng của Ba Lan năm 1939

Ngày 31 tháng 8 1939, 1 cánh quân Đức mặc sắc phục Ba Lan đã tập kích vào 1 thị trấn của Đức nằm sát biên giới Đức-Ba Lan, chiếm lĩnh đài phát thanh của thị trấn này và dùng tiếng Ba Lan để loan đi thông báo: "Thời điểm thanh toán người Đức đã đến". Hitler ngay lập tức lấy cớ nước Đức bị tấn công đã phát động cuộc tấn công vào Ba Lan lúc 4:45 phút sáng ngày 1 tháng 9. Trước đó 5 phút, vào lúc 4:40, không quân Đức Luftwaffe đã tấn công 1 thị trấn Ba Lan tại Wieluń, làm 1.200 người chết, chủ yếu là dân thường. Trên Biển Bắc, thiết giáp hạm SMS Schleswig-Holstein của Đức đã nổ súng tấn công 1 kho hàng quân sự tại Westerplatte thuộc Danzig. 8:00 sáng cùng ngày, bộ binh Đức mở màn tấn công vào thị trấn Mokra.
Người Đức đã huy động 56 sư đoàn, 2.500 xe tăng và 2.300 máy bay chiến đấu tiến theo 3 đường vào Ba Lan từ biên phía bắc, phía đông và phía tây và mục tiêu của cả ba hướng tấn công này đều là thủ đô Warsaw của Ba Lan. Các cuộc chiến đấu ở biên giới bắt đầu diễn ra. Trong khi đó, không quân Đức ra sức oanh tạc phá hủy các cơ sở hạ tầng, trục đường giao thông, trung tâm chỉ huy và nhất là các phi trường Ba Lan.
Ngày 3 tháng 9, theo tinh thần của hiệp ước liên minh tương trợ Anh-Ba Lan ký vào ngày 25 tháng 8, Anh tuyên chiến với Đức. Trong ngày này, các nước thuộc liên hiệp Anh hay các thuộc địa của Anh như Ấn Độ, Úc, New Zealand rồi sau đó là Nam Phi và Canada cũng tuyên chiến với Đức. Còn Pháp cũng theo tinh thần của liên minh tương trợ ký ngày 10 tháng 5 chính thức tuyên chiến với Đức. Tuy nhiên, Anh và Pháp vẫn tiếp tục chính sách thỏa thiệp, nhân nhượng với Đức nên đã "tuyên" mà không chiến. Liên quân Anh-Pháp chỉ tập trung dàn quân tại biên giới Pháp-Đức mà không hề tấn công Đức để chi viện cho Ba Lan trong khi phần lớn quân lực của Đức đã tập trung tại Ba Lan.

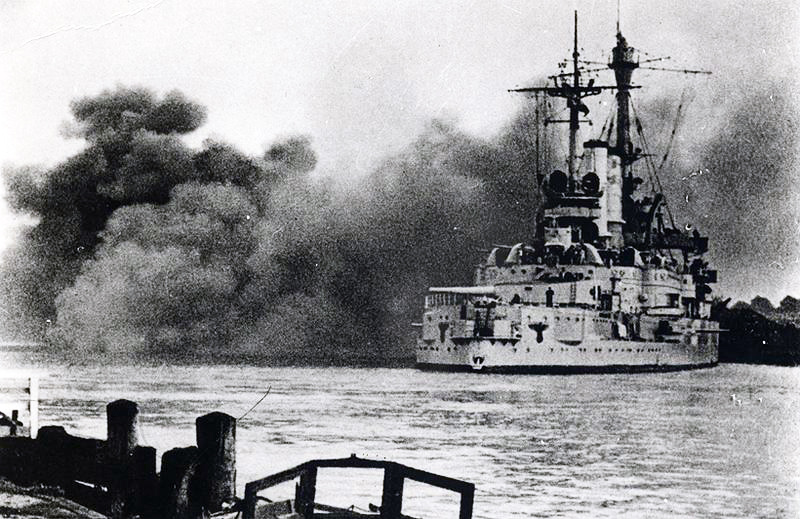
Thiết giáp hạm Schleswig-Holstein của Đức bắn phá Gdynia vào ngày 13 tháng 9

Tại tuyến phía Tây, quân Anh, Pháp có ưu thế tuyệt đối, nhưng họ lại án binh bất động. Ngày 12 tháng 9, Hội đồng chiến tranh Tối cao Anh-Pháp họp lần đầu tại Abbeville, Pháp và ra lệnh tất cả các cuộc tấn công phải bị đình lại ngay lập tức. Trong thời gian này người Pháp đã tiến sâu 8 km vào lãnh thổ Đức trên một mặt trận rộng 24 km bao phủ vùng Saar. Maurice Gamelin ra lệnh cho quân Pháp dừng lại ở các vị trí cách phòng tuyến Siegfried của Đức ít nhất 1 km. Pháo binh quân Anh, Pháp ở bên này sông Rhine vẫn im lặng nhìn những đoàn xe quân Đức vận chuyển vũ khí qua lại ở bên kia sông. Tại các trại đóng quân, binh sĩ Anh, Pháp còn có các hoạt động giải trí để giết thời gian. Thủ tướng Pháp thậm chí còn phát cho binh lính...một vạn quả bóng để chơi.
Do Anh-Pháp ngừng tấn công nên quân Đức không rút bớt quân từ Ba Lan sang phía Tây. Tuy nhiên, phía Pháp lại dối trá nói với Nguyên soái Ba Lan Edward Rydz-Śmigły rằng một nửa số quân Pháp đã chạm trán với quân Đức và đã buộc phát xít Đức rút ít nhất 6 sư đoàn khỏi Ba Lan. Ngày hôm sau đại diện của quân đội Pháp tại Ba Lan là Louis Faury báo với Tổng tham mưu trưởng Ba Lan, tướng Wacław Stachiewicz rằng kế hoạch tấn công Đức bị dời lại từ ngày 17 sang ngày 20 tháng 9 năm 1939. Cùng lúc đó, quân Pháp bắt đầu rút về các vị trí ban đầu của họ tại phòng tuyến Maginot. Hành động này của Anh-Pháp cũng góp phần phá vỡ luôn kế hoạch phòng thủ mà chính phủ Ba Lan đã vạch ra trước đó.
Mặt khác, quân đội Ba Lan cũng phạm phải những sai lầm chiến lược nghiêm trọng. Vẫn duy trì học thuyết quân sự từ Thế chiến thứ nhất, quân đội Ba Lan phân tán các đơn vị của họ ra khắp các vùng lãnh thổ, với dự định là sẽ dùng chiến tranh chiến hào để phòng ngự, tiêu hao quân Đức. Thực tế cho thấy đây là cách bố trí sai lầm tai hại, các đơn vị Ba Lan phân tán đã không thể phòng ngự hiệu quả trước các mũi tấn công cơ động của xe thiết giáp Đức, liên tiếp các sư đoàn Ba Lan bị bao vây, cắt rời khỏi hậu phương rồi bị tiêu diệt nhanh chóng.

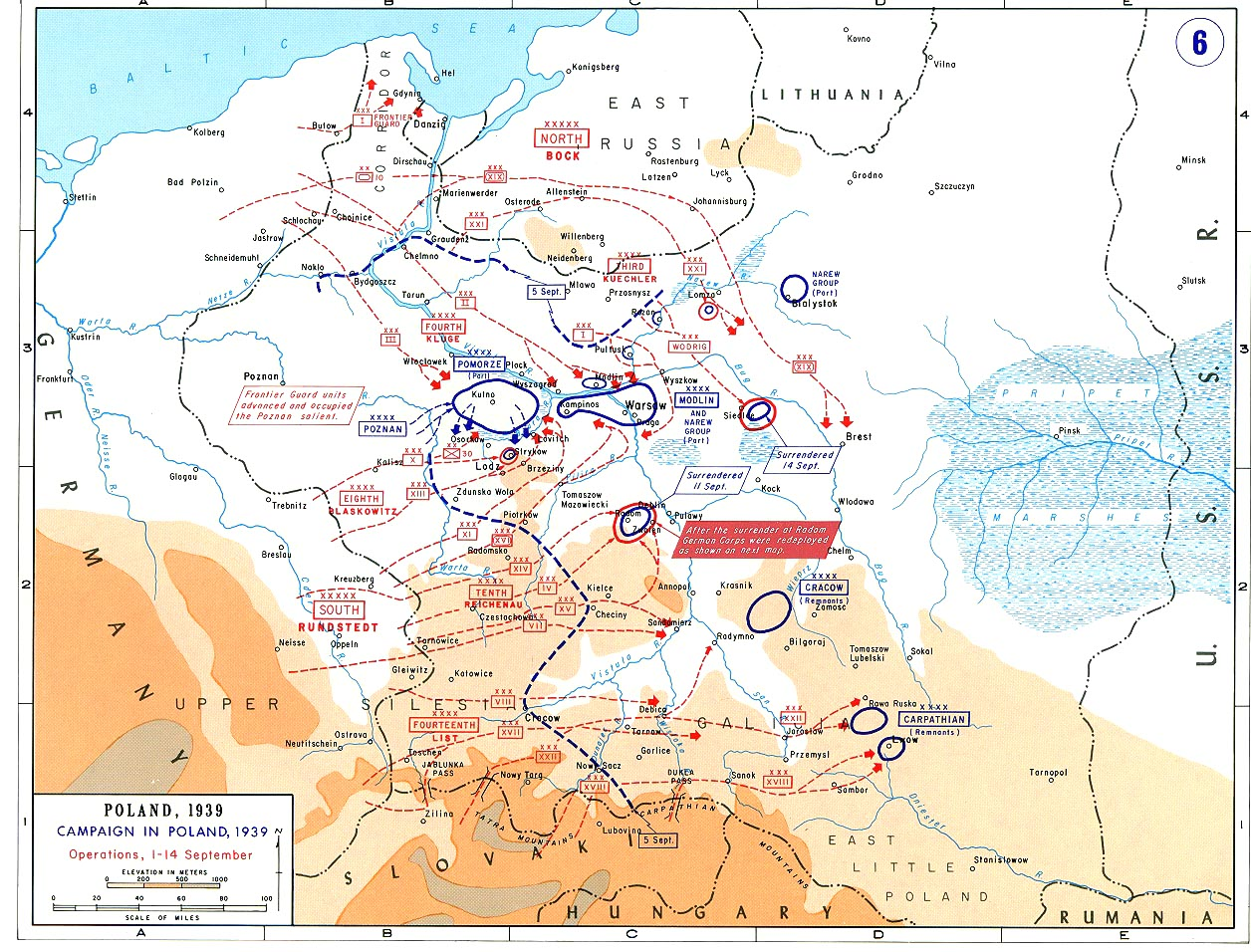
Tình hình chiến sự cho đến ngày 14 tháng 9 1939.

Nhờ ưu thế vượt trội về quân lực, vũ khí và phương tiện kỹ thuật nên quân đội Đức đã dễ dàng chọc thủng phòng tuyến biên giới Ba Lan ở nhiều nơi, buộc quân đội Ba Lan phải bỏ biên giới rút về Warsaw và Lwów. Trong trận rừng Tucholskich, quân Đức đã thể hiện trình độ tác chiến vượt trội hơn nhiều so với quân Ba Lan: chỉ sau 5 ngày chiến đấu, thiết giáp Đức đã đánh quỵ 2 sư đoàn bộ binh và 1 lữ đoàn kỵ binh Ba Lan, tiêu diệt khoảng 10.000 quân Ba Lan trong khi Đức chỉ thương vong 850 người, đồng thời chọc thủng tuyến Hành lang Ba Lan và nối liền Đông Phổ với lãnh thổ Đức.
Không quân Đức Luftwaffe cũng hoàn toàn nắm quyền kiểm soát bầu trời chỉ sau vài ngày giao chiến. Các trục đường giao thông và cơ sở hạ tầng của Ba Lan bị tàn phá nặng nề, rất nhiều máy bay bị phá hủy ngay tại phi trường. Không quân Ba Lan vừa bị thiệt hại nặng lại thiếu nguồn tiếp tế xăng dầu trầm trọng, 98 chiếc máy bay của họ đã trốn sang România. Với 400 máy bay ở đầu cuộc chiến, Ba Lan chỉ còn 54 chiếc vào ngày 14 tháng 9.
Ngày 3 tháng 9, tướng Günther von Kluge đã tiến đến sông Vistula (cách biên giới 10 km), Georg von Küchler tiến sát sông Narew và tập đoàn quân thiết giáp của Walther von Reichenau đã vượt sông Warta. Hai ngày sau, cánh trái của quân Đức đã tiến đến Łódź và cánh phải tiến đến Kielce. Ngày 8 tháng 9, các quân đoàn thiết giáp đã tiến đến ngoại ô Warsaw. Như vậy chỉ trong 1 tuần đầu của cuộc chiến, quân Đức đã tiến được 225 km. Sau đó, 1 lực lượng thiết giáp nhẹ của Reichenau tiếp tục tiến đến khu vực nằm giữa Warsaw và thị trấn Sandomierz ngày 9 tháng 9 trong khi tướng List ở phía nam đã vượt qua sông San và chuẩn bị đến Przemyśl. Cũng thời điểm đó, Guderian đưa tập đoàn quân thiết giáp số 3 vượt sông Narew, tấn công các phòng tuyến Ba Lan tại sông Bug, chuẩn bị bao vây Warsaw.

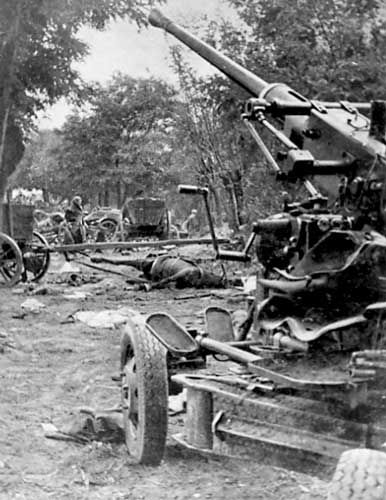
Pháo phòng không Bofors 40 mm của Ba Lan bị vứt bỏ lại trong trận Bzura

Trước sức tấn công vũ bão của Đức, quân đội Ba Lan buộc phải rút lui liên tục và bỏ Pomerania và Silesia lại cho người Đức. Kế hoạch phòng thủ của Ba Lan hoàn toàn bị phá sản. Ngày 10 tháng 9, thống chế Ba Lan Edward Rydz-Śmigły ra lệnh cho quân đội rút về đông nam, tiến về đầu cầu Romania. Quân Đức ngày càng xiết chặt vòng vây quanh quân đội Ba Lan tại phía tây sông Vistula (quanh khu vực Łódź và xa hơn nữa về phía tây, quanh Poznań).
Trước đó, ngày 9 tháng 9, lần đầu tiên kể từ khi chiến sự bắt đầu, Warsaw bị bắn phá và vào ngày 13 tháng 9, thành phố này bắt đầu bị vây hãm (Xem Cuộc vây hãm Warsaw (1939)). Ngày 24 tháng 9, 1150 máy bay Đức oanh tạc Warsaw. Trong thời gian đó, quân Đức cũng đã tiến đến Lwów, thành phố chính tại miền đông Ba Lan.

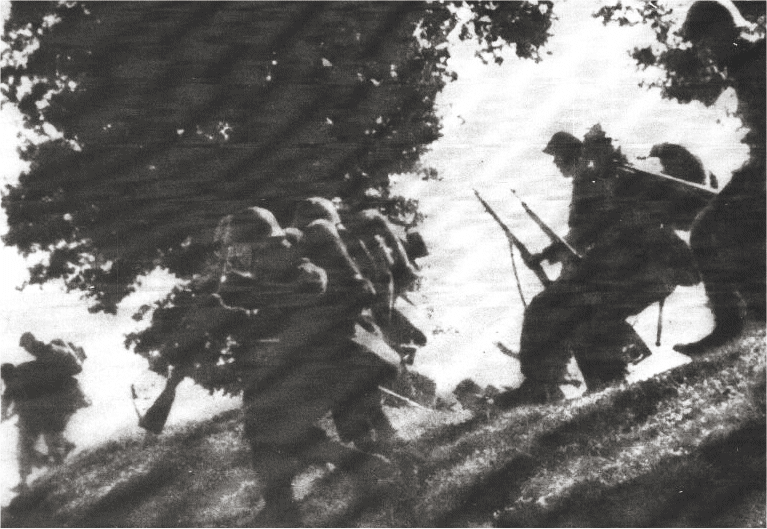
Bộ binh Ba Lan trong Trận Bzura

Trận đánh lớn nhất của cuộc chiến, trận Bzura đã diễn ra tại địa điểm gần sông Bzura phía bắc Warsaw. Trận đánh này kéo dài từ ngày 9 tháng 9 đến ngày 19 tháng 9. Các tập đoàn quân Ba Lan sau khi rút lui từ biên giới đã tấn công vào tập đoàn quân 8 của Đức do tướng Johannes Blaskowitz chỉ huy. Cuộc tấn công này của Ba Lan thu được thắng lợi ban đầu nhưng sau đó đã thất bại. Sức mạnh của không quân Đức chính là yếu tố quyết định cho trận đánh này. Không quân Đức nhanh chóng phá hủy cây cầu bắc ngang sông Bzura. Sau đó, quân Ba Lan đã rơi vào cái bẫy người Đức đã giăng sẵn khi bị các máy bay Stukas chở những quả bom nhẹ 50 kg tấn công gây thương vong rất lớn. Một số đơn vị bỏ chạy vào rừng thì bị những chiếc Heinkel He 111 và Dornier Do 17 tấn công bằng bom cháy. Những người sống sót sau các đợt không kích đều dễ dàng bị quân Đức bắt sống hoặc tiêu diệt. Ước tính trong trận này những chiếc Stuka đã thả xuống chiến trường 388 tấn bom.
Sau 10 ngày chiến đấu, 225.000 quân Ba Lan trong trận Bzura đã bị tiêu diệt gần hết: 20.000 tử trận, 32.000 bị thương và 170.000 bị bắt. Phía Đức chỉ bị tổn thất khoảng 8.000 chết và khoảng 15.000 bị thương. Trận Bzura một lần nữa cho thấy chiến thuật tác chiến vượt trội của Đức so với Ba Lan.
Thủ đô Warsaw cố gắng kháng cự lại cuộc vây hãm của Đức cho đến ngày 28 tháng 9. Pháo đài Modlin phía bắc Warsaw bị chiếm ngày 29 tháng 9 sau 16 ngày chiến đấu ác liệt. Nhiều đơn vị đồn trú đã giữ được vị trí trong một thời gian dài bị quân Đức bao vây, cô lập như Westerplatte, Oksywie hay Hel, quân bảo vệ thành phố không chịu đầu hàng quân Đức, nên cơn thịnh nộ của cỗ máy chiến tranh Đức đổ hết vào đó, xe tăng và bộ binh Đức có sự hỗ trợ của các phi đội Stuka đập tan từng ổ kháng cự của Ba Lan trên các con đường.
Mọi chuyện càng bi đát hơn với Ba Lan khi chính phủ Ba Lan (đứng đầu là tổng thống Ignacy Mościcki) và bộ chỉ huy quân sự tối cao (đứng đầu là thống chế Edward Rydz-Śmigły) đã rời bỏ thủ đô Warsaw ngay trong ngày đầu tiên của cuộc chiến và tháo chạy về phía đông nam. Quân đội Ba Lan cũng được lệnh rút lui theo cùng hướng đó, về phía sau sông Vistula và sông San, chuẩn bị cho việc chạy sang România.

### Giai đoạn 2: Liên Xô tấn công Ba Lan

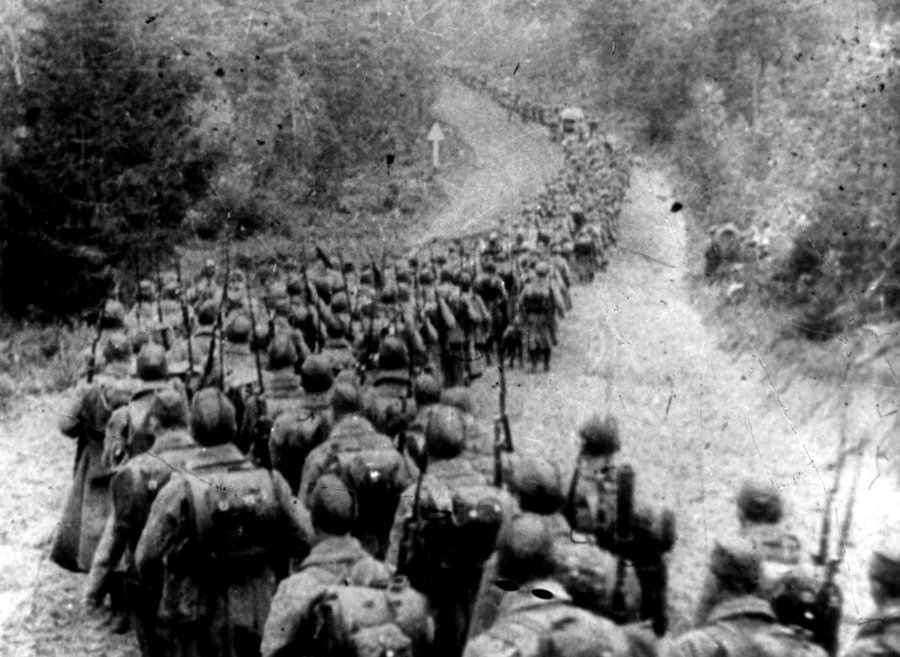
Bộ binh Liên Xô tiến vào Ba Lan 17/9/1939.

Ngay từ khi bắt đầu chiến tranh, Đức đã liên tục đề nghị Joseph Stalin và Vyacheslav Molotov tấn công Ba Lan như đã hẹn ước trước. Lo ngại trước đà tấn công chớp nhoáng của Đức, và muốn giành lại những lãnh thổ đã mất vào tay Ba Lan vào năm 1921, ngày 17 tháng 9 năm 1939, Hồng Quân Liên Xô từ phía đông tiến từ phía đông Ba Lan. Đức và Liên Xô thỏa thuận là Liên Xô sẽ từ bỏ tham vọng trên vùng đất từ biên giới mới tới Warsaw, và để đổi lại, Litva sẽ phải nằm trong vùng ảnh hưởng của Liên Xô. Liên Xô không phản đối hành động quân sự của Đức, và ngoại trưởng Liên Xô Molotov tuyên bố lên án "lời tuyên chiến giả tạo" của Anh-Pháp sau khi Ba Lan đã bị đánh bại:

Nước Đức, với 80 triệu dân, đã chinh phục một số quốc gia láng giềng bằng uy thế tuyệt đối của mình và bằng sức mạnh quân sự, và như vậy đã trở thành một đối thủ đáng gờm cho các đế quốc chính ở châu Âu là Anh và Pháp. Đó là lý do vì sao họ tuyên chiến với Đức với cái cớ là thi hành các nghĩa vụ của họ với Ba Lan. Tuy nhiên, hơn bao giờ hết, mục tiêu của các quốc gia trên rõ ràng là hoàn toàn khác xa với việc bảo vệ Ba Lan hay Tiệp Khắc

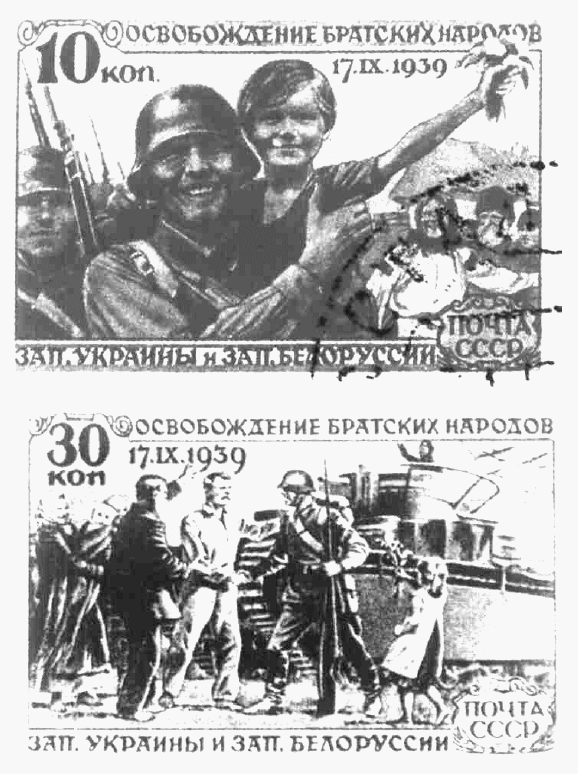
"Kỷ niệm công cuộc Giải phóng những người anh em ở Tây Ucraina và Tây Belorussia, ngày 17/9/1939" Tem thư Liên Xô năm 1940

Ngày 17 tháng 9 năm 1939, sau khi Chính phủ Ba Lan đã bỏ chạy ra nước ngoài, Molotov đã tuyên bố trên đài phát thanh rằng tất cả các hiệp ước ký giữa Liên Xô và Ba Lan bây giờ đã vô hiệu do chính phủ Ba Lan đã tháo chạy và bỏ rơi nhân dân của mình, và trên thực tế đã không tồn tại[g]. Đồng thời, Liên Xô có nghĩa vụ đem quân bảo vệ những người dân Ucraina và Belarus, những công dân hợp pháp của Liên Xô nhưng đang phải sống sự chiếm đóng của Ba Lan
Ngày 17 tháng 9 năm 1939, sức kháng cự của Ba Lan bị quân Đức bẻ gãy, hy vọng cuối cùng của Ba Lan là rút lui và tái tập hợp dọc theo đầu cầu Romania. Tuy nhiên, kế hoạch này trở nên lỗi thời chỉ trong một đêm, khi hơn 800 ngàn quân Liên Xô tiến công với hai Phương diện quân Belarussia và Ukrainia, đánh vào khu vực Kresy ở phía đông Ba Lan. Về mặt ngoại giao, Liên Xô tuyên bố họ hành động là để bảo vệ người Ukraina và Belarusia sống ở miền đông Ba Lan trước bối cảnh thất bại của Ba Lan đã rõ ràng. Một lý do thực dụng hơn là những vùng đất phía Đông này vốn do Ba Lan chiếm của Nga trong Chiến tranh Nga-Ba Lan (1919-1921), Liên Xô muốn nhân cơ hội Ba Lan sắp bị Đức đánh bại để thu hồi lại những vùng đất này mà không cần phải đổ nhiều máu.
Lực lượng biên phòng Ba Lan bao gồm khoảng 25 tiểu đoàn được lệnh tránh giao tranh trực tiếp với Hồng quân và từ từ rút về biên giới Ba Lan-România. Tuy nhiên tại một số nơi đã diễn ra những trận đánh nhỏ như trận Grodno diễn ra từ ngày 21 tháng 9 đến 24 tháng 9, nơi một số nhóm binh sĩ Ba Lan tìm cách chặn đánh quân Liên Xô. Nhiều lính Ba Lan, gồm cả tù binh chiến tranh bị quân Liên Xô xử bắn, trong đó có tướng Józef Olszyna-Wilczyński. Ngoài ra, lợi dụng lúc Liên Xô tiến vào, Tổ chức những người dân tộc chủ nghĩa Ukraina đã nổi dậy để hưởng ứng quân đội Liên Xô và truy sát người Ba Lan. Các hoạt động này nhanh chóng được lực lượng NKVD (cảnh sát Bộ nội vụ Liên Xô) dập tắt.
Cuộc tiến công của Liên Xô là nhân tố quyết định khiến chính phủ Ba Lan hiểu rằng cuộc chiến đã ngã ngũ Tuy nhiên chính phủ Ba Lan từ chối đầu hàng, thay vào đó ra lệnh tất cả các đơn vị quân đội di tản khỏi Ba Lan và tập hợp lại tại Pháp Từ ngày 17 tháng 9 đến ngày 20 tháng 9, quân đội Ba Lan lại một lần nữa thảm bại trong trận Tomaszów Lubelski trước quân Đức, trận đánh có quy mô lớn thứ hai trong cuộc chiến, sau trận Bzura. Ngày 22 tháng 9, thành phố Lwów bị Liên Xô chiếm (thành phố này đã bị quân Đức tấn công từ tuần trước nhưng sau đó Đức đã nhường lại cho Liên Xô). Trong tuần cuối cùng của tháng 9, Hitler đã có diễn văn tại thành phố Danzig: "Ba Lan sẽ không bao giờ gượng dậy nổi như sau hòa ước Versailles. Điều này được đảm bảo chắc chắn không chỉ bởi Đức, mà còn bởi Nga".
Mặc dù quân Ba Lan giành được thắng lợi trong trận đánh nhỏ Szack, ngày 28 tháng 9, Hồng quân Liên Xô đã tiến đến vùng ranh giới là sông Narew, Vistula và San. Sau 1 trận đánh nhỏ ở đây, họ gặp quân Đức tiến theo hướng ngược lại tại nhiều nơi. Một số vị trí của quân đội Ba Lan phòng thủ tại thung lũng Hel trên bờ biển Baltic đã kiên cường kháng cự lại quân Đức đến ngày 2 tháng 10. Cuối cùng vào ngày 6 tháng 10, tướng Ba Lan Franciszek Kleeberg đầu hàng sau trận Kock diễn ra suốt 4 ngày tại Lublin, giữa Đức và Ba Lan. Đến đây thì cuộc tấn công của Đức Quốc xã và Liên Xô vào Ba Lan chính thức kết thúc sau hơn một tháng giao tranh.

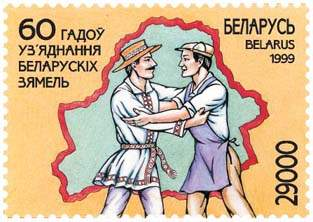
Tem thư năm 1999 do Belarus phát hành, kỷ niệm 60 năm ngày Hồng quân giải phóng Tây Belarus và thống nhất nước này

Chính quyền Liên Xô tuyên bố hành động mình là để bảo vệ người Ukraina và Belarus (những dân tộc Đông Slav có quan hệ gần gũi với người Nga và xem người Ba Lan là kẻ chiếm đóng) sống ở phía đông của Ba Lan Trên thực tế, những người dân Ukraina và Belarus đã hoan nghênh Hồng quân vì họ và dân tộc Nga có quan hệ gần gũi (nhóm chủng tộc đông Slav) và cùng thuộc về Đế quốc Nga trước kia. Nhìn chung, trong chiến dịch Ba Lan, Liên Xô ít gặp chống cự vì người gốc Ukraina và Belarus chiếm đa số tại đây, họ coi Hồng quân là người giải phóng đã giúp họ rửa mối thù bị Ba Lan chiếm đóng để trở về với "Đất mẹ Nga". Cuộc tấn công của Liên Xô, mà nhân dân Liên Xô, Ukraina và Belarus gọi là "chiến dịch giải phóng Tây Belarus và Tây Ukraina", đã dẫn đến việc tái hợp nhất hàng triệu người Ukraina và Belarusia cũng như người gốc Ba Lan vào các nước cộng hòa Ukraina và Byelorussia.
Trong cuộc tấn công, nhiều người Ukraina, Belarus và người Do Thái đã chào đón Hồng quân như người giải phóng Những người cộng sản địa phương tập hợp mọi người chào đón binh sĩ Hồng quân theo cách truyền thống của Nga bằng cách tặng bánh mì và muối trong các vùng ngoại ô phía đông của Brest. Một loại vòm khải hoàn được làm bằng hai cọc, được trang hoàng với cành lá và hoa vân sam. Một biểu ngữ, một dải khăn dài màu đỏ với một khẩu hiệu bằng tiếng Nga, nội dung tôn vinh Liên Xô và chào đón Hồng quân, được treo trên vòm. Phản ứng của địa phương đã được đề cập bởi Lev Mekhlis, người đã nói với Stalin rằng người dân Tây Ukraine đã thực sự chào đón Hồng quân Liên Xô như người giải phóng. Hưởng ứng theo cuộc tấn công của Liên Xô, các Tổ chức dân quân Ukraine nổi dậy chống lại sự chiếm đóng của người Ba Lan, và các đảng cộng sản địa phương đã tổ chức các cuộc nổi dậy lật đổ bộ máy chính trị của Ba Lan, chẳng hạn như ở Skidel.
Nhờ thái độ ít kháng cự của quân đội Ba Lan cũng như nhận được sự hỗ trợ của dân địa phương, tổn thất của Hồng quân trong chiến dịch tương đối nhỏ: chỉ khoảng 737 lính Hồng quân bị chết hoặc mất tích trong toàn chiến dịch, trong khi có tới 250.000 lính Ba Lan chấp nhận ra hàng.
Trong và sau chiến tranh thế giới thứ 2, phương Tây ít nói về cuộc tấn công của Liên Xô vào Ba Lan, phần vì họ coi việc Liên Xô thu hồi lại lãnh thổ là việc chính đáng, phần vì họ không muốn nhắc lại việc Anh-Pháp đã bỏ mặc không giúp đỡ đồng minh Ba Lan. Sau cuộc họp ngày 18 Tháng 9 năm 1939, tức là một ngày sau khi Liên Xô tấn công Ba Lan, Chính phủ Anh đã quyết định sẽ không phản đối hành động quân sự của Liên Xô. Ngày 01 tháng 10 năm 1939, Thủ tướng Anh Winston Churchill, qua các đài phát thanh Anh đã phát biểu:
"... Việc quân đội Nga đứng chân tại vùng này (chỉ cuộc tấn công) là cần thiết cho sự an toàn của Nga chống lại các mối đe dọa của Đức Quốc xã. Ở mức độ nào đó, một mặt trận phía Đông đã được tạo ra và phát xít Đức đã không dám tấn công. Khi Herr von Ribbentrop được cử đến Moscow vào tuần trước đó để tìm hiểu thực tế, ông ta đã chấp nhận sự thật, rằng ý đồ của Đức Quốc xã nhằm vào các nước vùng Baltic và Ucraina đã phải đi đến điểm dừng."
Tuy nhiên, kể từ thời kỳ Chiến tranh Lạnh cho tới nay, cuộc tấn công của Liên Xô được phương Tây liên tục nhắc tới như một phương cách tuyên truyền làm chia rẽ khối Đông Âu và kích thích tâm lý bài Nga. Ngày nay, quan điểm của phương Tây và Ba Lan coi cuộc tấn công của Liên Xô là sự xâm chiếm. Về vấn đề này, giáo sư Michael Jabara Carley của Đại học Montreal (Canada) cho rằng: "Trong khi kết tội phía Liên Xô đưa quân vào "lãnh thổ của Ba Lan", một số sử gia phương Tây bắt đầu mắc chứng "mất trí nhớ", và quên rằng chính các lãnh thổ này - Tây Ukraine và Tây Belarus - đã bị Ba Lan chiếm của Nga trong cuộc Chiến tranh Nga-Ba Lan từ năm 1919-1921. Cuộc chiến này do Ba Lan đơn phương phát động để chống lại nước Nga Xô viết - lúc đó đã tan hoang vì nội chiến". Trước đó Ba Lan đã ký một hiệp ước không xâm lược lẫn nhau với Đức Quốc xã vào ngày 26/1/1934, và khi Đức xâm lược Tiệp Khắc năm 1938, Ba Lan cũng đã đem quân chiếm vùng Teschen (một vùng đất có rất đông người gốc Ba Lan sinh sống) của Tiệp Khắc vì không muốn vùng đất này bị Đức chiếm mất . Carley cho rằng phương Tây ngày nay thường lờ đi những hành động này của Ba Lan mà chỉ tập trung vào quan hệ giữa Đức và Liên Xô.
Năm 2019, Tổng thống Nga Vladimir Putin tuyên bố rằng vào tháng 9 năm 1939, Liên Xô đã có khả năng "đẩy đường biên giới phía tây của mình thậm chí còn xa hơn nữa về phía tây, thậm chí đến tận Warsaw", nhưng lãnh đạo Liên Xô đã quyết định không làm điều đó mà chỉ dừng lại ở việc thu hồi các lãnh thổ mà Ba Lan đã chiếm của Nga năm 1921, ông Putin tuyên bố rằng cuộc tấn công của Liên Xô này là hoàn toàn hợp pháp nhằm khôi phục chủ quyền lãnh thổ của đất nước

## Kết quả
| “                    | Thất bại của Ba Lan là hậu quả không thể tránh khỏi của chính quyền Ba Lan do những ảo tưởng của họ về sự trợ giúp của đồng minh, cũng như sự đánh giá quá cao khả năng của quân đội Ba Lan cho một sự kháng cự lâu dài. | ” |
| — Erich von Manstein | |   |

Sau cuộc tấn công, lãnh thổ Ba Lan bị phân chia giữa Đức Quốc xã, Liên Xô, Litva và Slovakia. Phần phía tây Ba Lan do 1 toàn quyền người Đức cai trị. Ngày 28 tháng 9 1939, tại Moskva đã diễn ra lễ ký kết hiệp ước thiết lập đường biên giới giữa Liên Xô và Đức. Theo hiệp ước này, phần lãnh thổ phía đông Ba Lan với diện tích 200.280 km² (những vùng mà Ba Lan chiếm của Nga năm 1921) sẽ được trao trả lại cho Liên Xô. Ngoài ra, 2 nước này còn tiếp tục thỏa thuận với nhau về việc phân chia khu vực ảnh hưởng ở Litva. Ngày 1 và 2 tháng 11 năm 1939, Xô viết tối cao Liên Xô đã chấp nhận đề nghị của Hội nghị Nhân dân Tây Ukraine và Hội nghị Nhân dân Tây Belarus về việc sáp nhập vùng tây Ukraine và tây Belarus thuộc miền đông Ba Lan vào nước Cộng hòa Xô viết Ukraine và Cộng hòa xôviết Belarus thuộc Liên Xô..
Mặc dù khu vực ảnh hưởng của Nga và Đức bị ngăn cách bởi một dòng sông nhưng Hồng quân và lính Đức vẫn gặp nhau trong nhiều trường hợp. Một trong những sự kiện được nhắc đến nhiều nhất là sự kiện ngày 22 tháng 9 tại Brest-Litovsk. Quân đoàn thiết giáp Panzer số 19 dưới quyền chỉ huy của Heinz Guderian đã chiếm thành phố này mặc dù nó thuộc về vùng ảnh hưởng của Liên Xô. Do đó khi lữ đoàn thiết giáp 29 Liên Xô do Semyon Krivoshein tiến đến, 2 bên đã dàn xếp để quân Đức rút lui và Hồng quân tiến vào. 2 đội quân này trong lúc gặp nhau đã giơ tay chào lẫn nhau. Tại đây, các sĩ quan Đức và Liên Xô còn cùng nhau tổ chức 1 cuộc duyệt binh mừng chiến thắng trước khi quân Đức rút lui. Tuy nhiên, cũng có vài cuộc đụng độ xảy ra như sự kiện 1 trung đoàn Đức tấn công 1 đội do thám thuộc lữ đoàn thiết giáp 24 của Liên Xô tại Lviv nhưng sau một vài thương vong, cuộc đụng độ được hòa giải. Quân Đức nhanh chóng rút khỏi nơi này còn Liên Xô chiếm Lviv vào ngày 22 tháng 9.

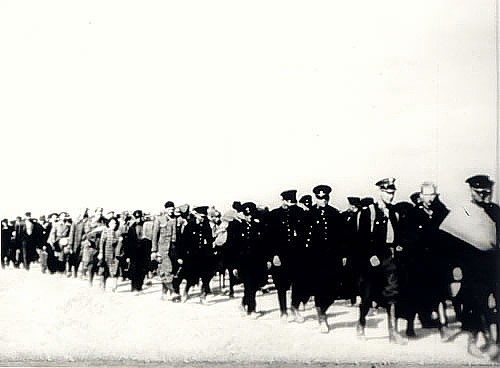
Cảnh sát Ba Lan bị Hồng quân bắt giữ.

66.000 lính Ba Lan đã chết trong các cuộc giao tranh. Ngoài ra còn có 660.000 lính bị Đức và Liên Xô bắt làm tù binh. 120 000 lính Ba Lan đã chạy trốn được sang România và Hungary, 20.000 người chạy sang Latvia và Litva trong khi chính phủ Ba Lan buộc phải sống lưu vong tại Luân Đôn. Thương vong của Đức là 16.000 người chết và 27.000 người bị thương. Đất nước Ba Lan bị tàn phá nặng nề, nhất là những khu vực chịu sự không kích của không quân Đức.
Trong suốt thời kì chiếm đóng của Đức, nhiều nhóm người Ba Lan vẫn bền bỉ kháng chiến. Phong trào chống Đức diễn ra sôi nổi, đặc biệt là những hoạt động của tổ chức Armia Krajowa (tạm dịch là "Quân đội trong nước"), thành lập vào tháng 2 1942 có nguồn gốc từ tổ chức Służba Zwycięstwu Polski (tạm dịch là "Sự giúp sức cho chiến thắng của Ba Lan") do tướng Michał Karaszewicz-Tokarzewski thành lập ngay từ 27 tháng 9 1939..Ngoài tổ chức này, còn nhiều tổ chức kháng chiến khác hoạt động tại Ba Lan Sự kiện do AK thực hiện gây chấn động nhất là cuộc khởi nghĩa Warsaw vào ngày 1 tháng 8 1944 nhằm giải phóng thủ đô Warsaw từ tay Đức Quốc xã nhưng cuộc khởi nghĩa này đã thất bại và bị đàn áp đẫm máu với 16.000 người khởi nghĩa chết và 6,000 người bị thương.. Tổ chức này hoạt động đến ngày 20 tháng 1 1945 khi Hồng quân Liên Xô trên đường truy kích Đức tiến vào Ba Lan, tạo điều kiện cho Đảng cộng sản Ba Lan giành quyền lãnh đạo hoàn toàn Ba Lan.
Tình hình tại khu vực phía đông của Liên Xô thì phức tạp hơn. Một mặt, những người gốc Ukraina và Belarus hoan nghênh Hồng quân vì họ và dân tộc Nga có quan hệ gần gũi (nhóm chủng tộc đông Slav) và cùng thuộc về Đế quốc Nga trước kia. Nhưng ngược lại, người gốc Ba Lan (chủng tộc Tây Slav) thì coi Liên Xô là kẻ chiếm đóng. Tại phía đông, Liên Xô không gặp chống đối vì người gốc Ukraina và Belarus chiếm đa số tại đây. Trong khi đó ở phía tây, khu vực người gốc Ba Lan có tỷ lệ cao hơn, các tổ chức chống Liên Xô hoạt động bí mật trong thời gian 1940-1941, cho tới khi Ba Lan rơi vào tay Đức Quốc xã.
Cuộc tấn công Ba Lan đã chính thức mở đầu cho chiến tranh thế giới thứ hai. Thắng lợi nhanh chóng của Đức Quốc xã khiến cho thế giới phải sững sờ khi chưa đầy 1 tháng, quân đội Đức đã nghiền nát 1 nước có lục quân đứng hàng thứ 5 ở Châu Âu. Dư luận phải ấn tượng rất lớn trước sự chóng vánh của chiến thắng vẻ vang của nền Đệ tam Đế chế Đức. Tuy nhiên, các lãnh đạo cấp cao của quân đội Đức vẫn chưa thể hài lòng với chiến thắng và cho rằng quân Đức cần phải có 1 chương trình huấn luyện nhanh chóng sửa đổi những khiếm khuyết đã mắc ở Ba Lan để có thể đương đầu với các trận đánh lớn sắp tới với Anh-Pháp. Mặt khác, nước Đức giờ đây phải đương đầu với sự phong tỏa của Anh-Pháp khiến cho nhập khẩu của Đức giảm mạnh, nhất là xăng, dầu mà Đức đang thiếu trầm trọng. Đây cũng chính là nguyên nhân khiến Đức mở cuộc tấn công Scandinavia, Pháp và các nước Vùng đất thấp năm 1940. Không lâu sau khi nước Đức hoàn toàn hạ nốc ao Pháp trong Trận chiến nước Pháp, thuật ngữ "Blitzkrieg" (Chiến tranh Chớp nhoáng) ra đời trong từ điển tiếng Anh nhằm chỉ học thuyết chiến tranh của nền Đệ tam Đế chế Đức hồi ấy.

## Tổn thất của thường dân và tù binh

### Đức Quốc xã

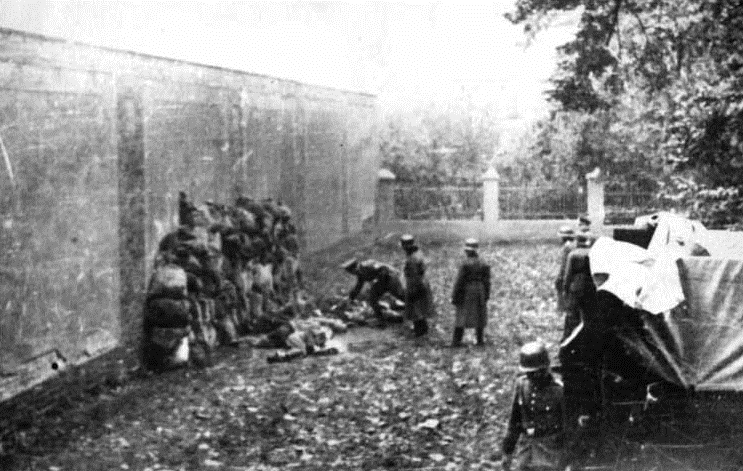
Người dân Ba Lan bị lính Đức xử tử tháng 10 năm 1939.

Cuộc tấn công Ba Lan đã gây ra nhiều thương vong cho dân thường trong và cả sau cuộc chiến. Không những khắc họa sự chiến đấu xuất sắc của Quân đội Đức Quốc xã mà cuộc tấn công này còn thể hiện tội ác của họ. Lực lượng không quân Đức Quốc xã Luftwaffe đã tiến hành không kích vào các khu dân cư và thậm chí là các đoàn người tị nạn để nhằm khủng bố tinh thần người dân. Ngay trong ngày đầu tiên của cuộc chiến, 1200 người, chủ yếu là dân thường tại thị trấn Viên, đã chết sau cuộc tấn công kinh hoàng của Luftwaffe.
Ngoài việc tàn sát dân thường qua các cuộc không kích, lực lượng SS và Wehrmacht của quân đội Đức còn tiến hành xử tử hàng ngàn tù binh và những người dân bị chúng khép tội chống đối. Trong 1 chiến dịch thanh trừng người Ba Lan, 760 địa điểm tử hình đã được thành lập và trong chiến dịch đó, 20.000 người Ba Lan đã bị xử bắn. Ước tính có khoảng 150.000 thường dân Ba Lan chết trong cuộc giao tranh, trong khi thiệt hại về thường dân Đức là khoảng 3.250 người (bao gồm cả 2.000 người thuộc "đạo quân thứ năm", tức là các nhóm du kích gián điệp, chết trong khi chiến đấu chống lại quân đội Ba Lan.

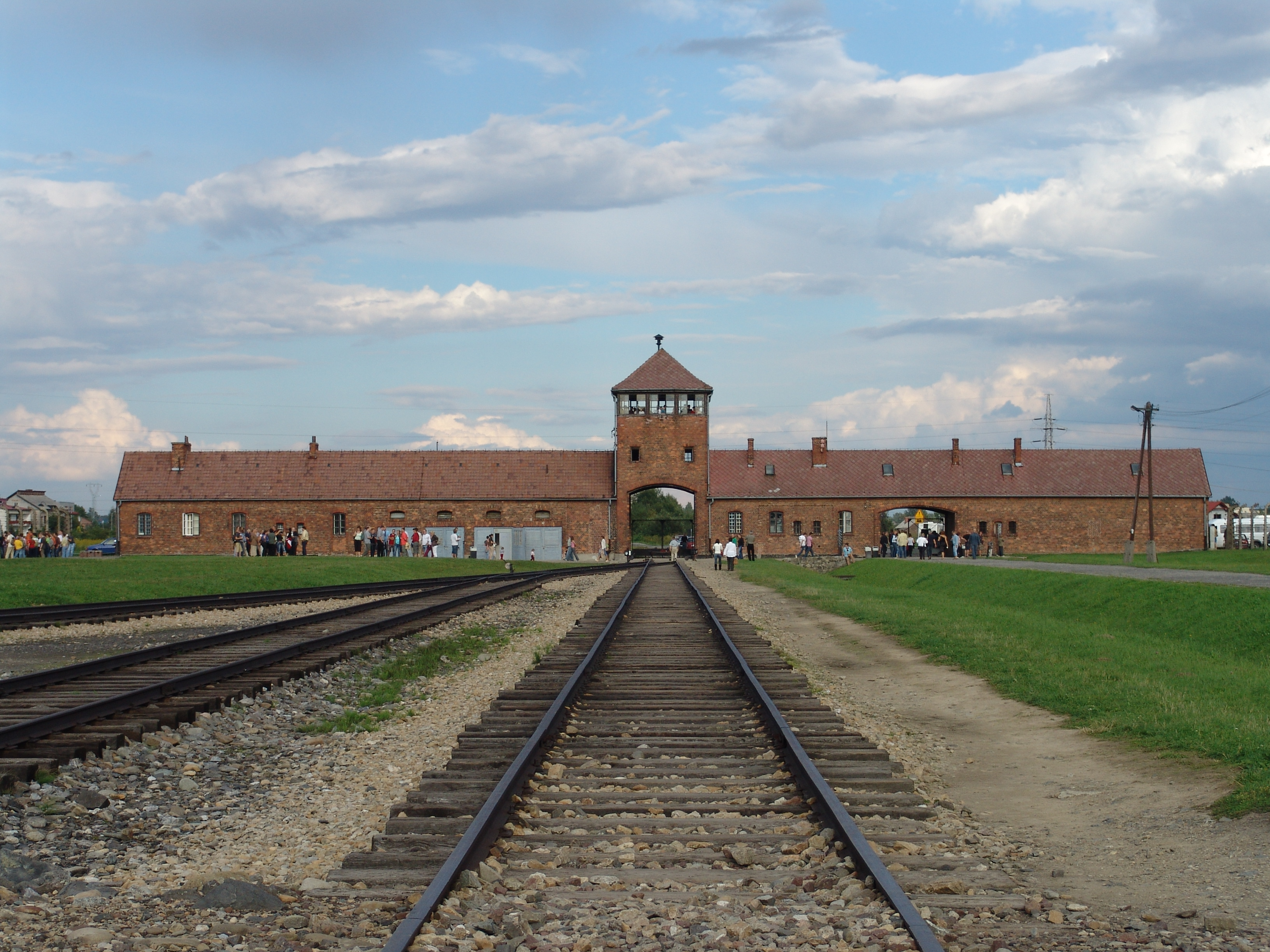
Cổng vào trại tập trung Auschwitz

Tuy nhiên, chính ách thống trị tàn bạo của phát xít Đức từ năm 1939 đến năm 1945 mới là nguyên nhân gây ra cái chết của 6 triệu người Ba Lan (20% dân số nước này và 90% dân số Do Thái). Hàng loạt các trại tập trung đã ra đời, trong đó lớn nhất và nổi tiếng nhất là trại tập trung Auschwitz (tên Ba Lan là Oswiecim) ra đời ngày 20 tháng 5 1940. Trại này nằm gần thành phố Kraków, cách Warsaw về phía nam 268 km. Trong thời gian tồn tại cho đến tháng 1 năm 1945, trại tập trung này đã giết chết 3 triệu người, ngoài người Ba Lan và người Do Thái còn có người Nga, người Hungary, người Hi Lạp, người Trung Quốc, người Pháp, người Mỹ,... Ngày nay, Chính phủ Ba Lan đã cho bảo lưu toàn bộ di tích trại tập trung này để tố cáo tội ác của phát xít Đức tại Ba Lan trong thế chiến thứ hai. Tù nhân tại các trại này ngoài chết vì bị tra tấn hoặc bằng hơi ngạt còn bị quân Đức dẫn đến các bìa rừng, xả súng tàn sát hàng loạt rồi chôn một cách sơ sài.
Một điều đáng nói là trong thời gian Đức chiếm đóng, nhiều người Ba Lan đã tình nguyện hợp tác với phát xít Đức để truy lùng những người Do Thái mà họ thù ghét. Lợi dụng tâm lý thù ghét người Do Thái, quân Đức đã có thể huy động nhiều người trong xã hội Ba Lan để tham gia vào kế hoạch săn lùng người Do Thái của họ và giúp họ thực hiện việc tiêu diệt người Do Thái. Hiện nay, đây vẫn là một chủ đề mà chính phủ và sách báo Ba Lan tránh đề cập tới

### Liên Xô

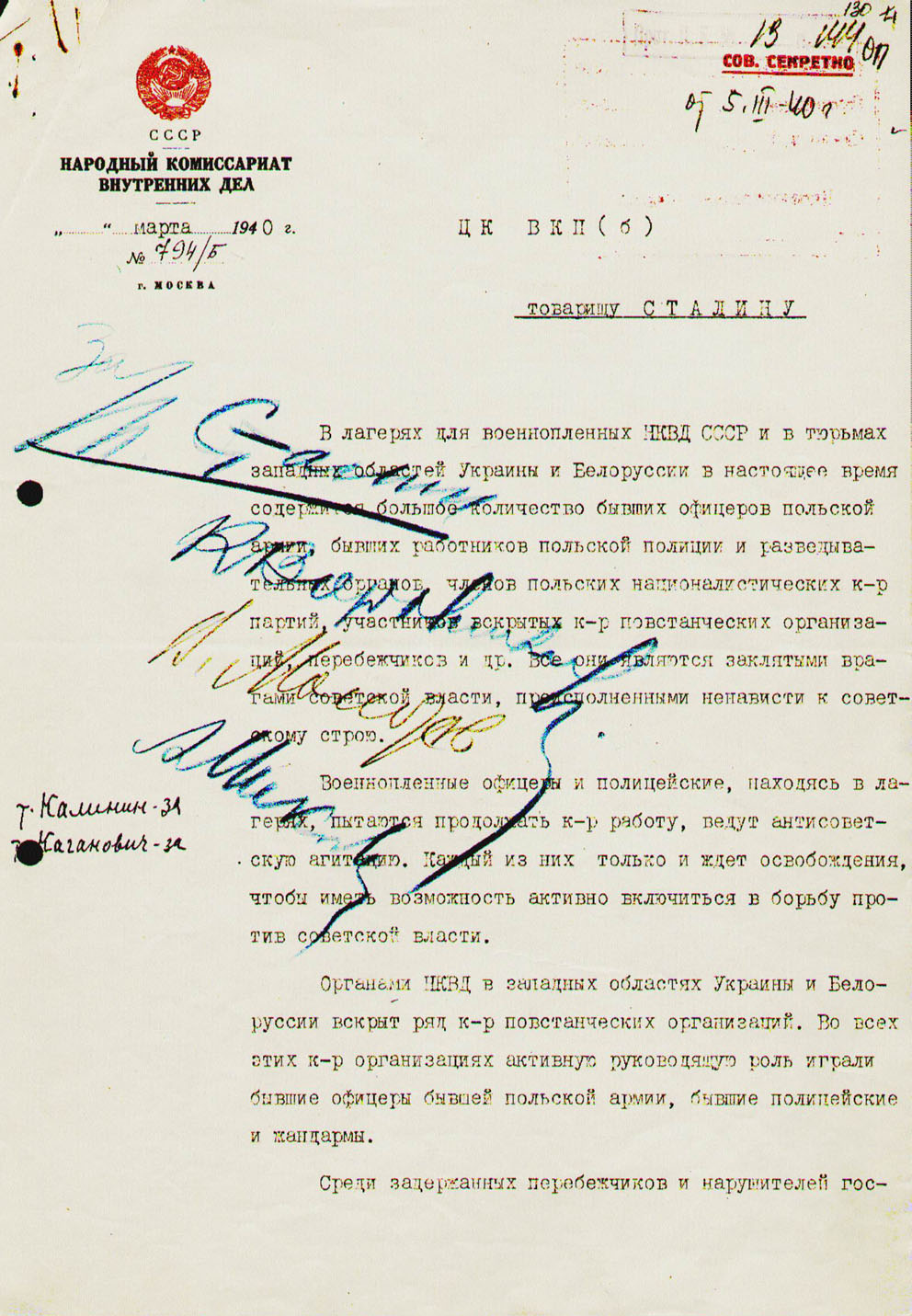
Bản danh sách được Lavrentiy Beria gửi đến Joseph Stalin ngày 5 tháng 3 năm 1940 đề nghị tử hình các sĩ quan Ba Lan

Trong quá trình Hồng quân Liên Xô chiếm miền Tây Ukraina và Belarus, thoạt tiên Hồng quân được cư dân Ukraina và Belorussia ở đây nhiệt tình chào đón, tình hình này thay đổi khi người gốc Ba Lan bắt đầu thành lập các nhóm du kích chống Xô viết. Việc đó dẫn đến các cuộc bạo động chống Liên Xô ở các vùng mà nay là Tây Ukraina. Hàng ngàn người Ba Lan đã chết do chiến sự hoặc bị trục xuất khỏi nhà cửa. Những nhóm sắc tộc bị cho là có thể gây nguy hiểm bị buộc phải cưỡng bức tái định cư, bị đưa vào các trại lao động. Ngoài ra việc tấn công các nhóm du kích Ba Lan chống Liên Xô còn tái diễn khi Hồng quân đánh đuổi quân Đức khỏi Đông Ba Lan năm 1944, với việc Liên Xô tiêu diệt nhóm du kích Ba Lan của Armia Krajowa, do họ đã quay sang tấn công Hồng quân sau khi Đức rút lui. Khoảng hơn một triệu người Do Thái đã chạy sang phần kiểm soát của Hồng Quân để thoát khỏi sự truy lùng của mật vụ Đức Quốc xã, nhưng bộ Dân ủy nội vụ (NKVD) bắt họ lên tàu và đưa trở lại vùng do quân Đức kiểm soát để tránh gây căng thẳng ngoại giao với Đức. Hàng ngàn người Ba Lan gốc Do Thái bị trục xuất tới Siberia và vùng phía Bắc Liên Xô.
Ngày nay, Ba Lan đã bắt đầu một cuộc điều tra về vụ thảm sát Katyn, sự kiện xử bắn hàng ngàn sĩ quan Ba Lan tại rừng Katyn rồi chôn vào các nấm mồ tập thể năm 1940. Ngày 5 tháng 3 1940, dân ủy Bộ Nội vụ Liên Xô (NKVD) Lavrenty Beria gửi một danh sách mang mã số 794/B (794/Б) cho Stalin. Trong đó, người gửi đưa ra nhận định rằng các tù binh Ba Lan tại miền Tây Ukraina và Belorussia (gồm 14.736 người, 97% là người Ba Lan), cũng như những tù nhân đang bị giam trong tù (18.632 người, trong đó có 1.207 sĩ quan quân đội, tổng cộng 57% là người Ba Lan), bao gồm cả các giám mục Công giáo, giáo sĩ Do Thái như Baruch Steinberg, trí thức, địa chủ,... đều là kẻ thù của chính quyền Xô Viết và không thể cải tạo được nên đề nghị tử hình 14.700 tù binh và 11.000 tù nhân..
Đến năm 1987, được sự đồng tình của lãnh đạo Liên Xô Gorbachev, một ủy ban điều tra liên hợp Ba Lan – Liên Xô đã được thành lập, thông báo của Hãng Thông tấn Liên Xô (TASS) ngày 14 tháng 4 1990 đã đưa ra một bước tiến trong vụ này: các lãnh đạo Liên Xô chính thức tuyên bố Beria (chỉ huy mật vụ Liên Xô khi đó, năm 1953 đã bị Nhà nước Liên Xô xử tử vì tội lạm sát và âm mưu đảo chính) và các đồng sự phải chịu trách nhiệm về vụ xử bắn các sĩ quan Ba Lan tại Katyn.. Tháng 11 năm 2010, Duma Quốc gia Nga đã thông qua một tuyên bố lên án I. V. Stalin và các quan chức Liên Xô khác vì đã ký lệnh cho vụ xử bắn tù binh này

## Sách tham khảo
- William L. Shirer (2018). Bản sao đã lưu trữ. Việt Nam: Nhà xuất bản Thông tin Và Truyền thông. Bản gốc lưu trữ ngày 26 tháng 3 năm 2018. Truy cập ngày 26 tháng 3 năm 2018. {{Chú thích sách}}: Đã định rõ hơn một tham số trong |tựa đề= và |title= (trợ giúp)Lê Văn Quang (2003). Lịch sử quan hệ quốc tế từ 1917 đến 1945. Việt Nam: Nhà xuất bản Giáo dục.
- Cooper, Matthew (1978). The German Army 1939–1945: Its Political and Military Failure. New York: Stein and Day. ISBN 0-8128-2468-7.
- Baliszewski, Dariusz (ngày 10 tháng 10 năm 2004). "Wojna sukcesów". Wprost (bằng tiếng Ba Lan). Số 1141. Truy cập ngày 24 tháng 3 năm 2005.
- Baliszewski, Dariusz (ngày 19 tháng 9 năm 2004). "Most honoru". Wprost (bằng tiếng Ba Lan). Số 1138. Truy cập ngày 24 tháng 3 năm 2005.
- Chodakiewicz, Marek Jan (2004). Between Nazis and Soviets: Occupation Politics in Poland, 1939–1947. Lexington Books. ISBN 0-7391-0484-5.
- Ellis, John (1999). Brute Force: Allied Strategy and Tactics in the Second World War (ấn bản thứ 1). Viking Adult. ISBN 0-670-80773-7.
- Fischer, Benjamin B. (Winter 1999–2000). "The Katyn Controversy: Stalin's Killing Field". Studies in Intelligence. Bản gốc lưu trữ ngày 17 tháng 1 năm 2010. Truy cập ngày 10 tháng 12 năm 2005.
- Gross, Jan T. (2002). Revolution from Abroad: The Soviet Conquest of Poland's Western Ukraine and Western Belorussia. Princeton: Princeton University Press. ISBN 0-691-09603-1.
- Hooton, E. R. (2007). Luftwaffe at War: Gathering Storm 1933–1939 Volume 1. London: Chervron/Ian Allen. ISBN 978-1-903223-71-7. {{Chú thích sách}}: Kiểm tra giá trị |isbn=: giá trị tổng kiểm (trợ giúp)
- Kennedy, Robert M. (1980). The German Campaign in Poland (1939). Zenger. ISBN 0-89201-064-9.
- Kushner, Tony (1999). Refugees in an Age of Genocide. Knox, Katharine. London, New York: Routledge. ISBN 0714647837.
- Lukas, Richard C. (2001). Forgotten Holocaust: The Poles Under German Occupation, 1939–1944. Hippocrene Books. ISBN 0-7818-0901-0.
- Majer, Diemut (2003). Non-Germans under the Third Reich: The Nazi Judicial and Administrative System in Germany and Occupied Eastern Europe, with Special Regard to Occupied Poland, 1939–1945. et al. Johns Hopkins University Press. ISBN 0-8018-6493-3.
- Prazmowska, Anita J. (1995). Britain and Poland 1939–1943: The Betrayed Ally. Cambridge: Cambridge University Press. ISBN 0-521-48385-9.
- Rieber, Alfred Joseph (2000). Forced Migration in Central and Eastern Europe: 1939–1950. London, New York: Routledge. ISBN 071465132X.
- Rossino, Alexander B. (2003). Hitler Strikes Poland: Blitzkrieg, Ideology and Atrocity. Lawrence: University Press of Kansas. ISBN 0-7006-1234-3.
- Rummel, Rudolph Joseph (1990). Lethal Politics: Soviet Genocide and Mass Murder Since 1917. New Jersey: Transaction. ISBN 1560008873.
- Sanford, George (2005). Katyn and the Soviet Massacre Of 1940: Truth, Justice And Memory. London, New York: Routledge. ISBN 0415338735.
- Smith, Peter Charles (1998). Stuka Spearhead: The Lightning War from Poland to Dunkirk 1939–1940. Greenhill Books. ISBN 1-85367-329-3.
- Sword, Keith (1991). The Soviet Takeover of the Polish Eastern Provinces, 1939–41. Palgrave Macmillan. ISBN 0-312-05570-6.
- Stachiewicz, Wacław (1998). Wierności dochować żołnierskiej (bằng tiếng Ba Lan). OW RYTM. ISBN 83-86678-71-2.
- Taylor, A. J. P. (1974). A History Of World War Two. Mayer, S. L. (eds.). London: Octopus Books. ISBN 0-70640-399-1.
- Weinberg, Gerhard (1994). A World at Arms: A Global History of World War II. Cambridge: Cambridge University Press. ISBN 0521443172.
- Zaloga, Steve (2002). Poland 1939: The Birth of Blitzkrieg. Gerrard, Howard. Oxford: Osprey Publishing. ISBN 1-84176-408-6.
- Zaloga, Steve (1982). The Polish Army 1939–1945. Oxford: Osprey Publishing. ISBN 0-85045-417-4.
- "KAMPANIA WRZEŚNIOWA 1939". Internetowa encyklopedia PWN (bằng tiếng Ba Lan). Truy cập ngày 10 tháng 12 năm 2005.
- Hahn, Fritz. Waffen und Geheimwaffen des deutschen Heeres 1933-1945. tr. olen 1939.
- Wojna Obronna Polski 1939. tr. 851.